# Simon de Montfort, 5. Earl of Leicester

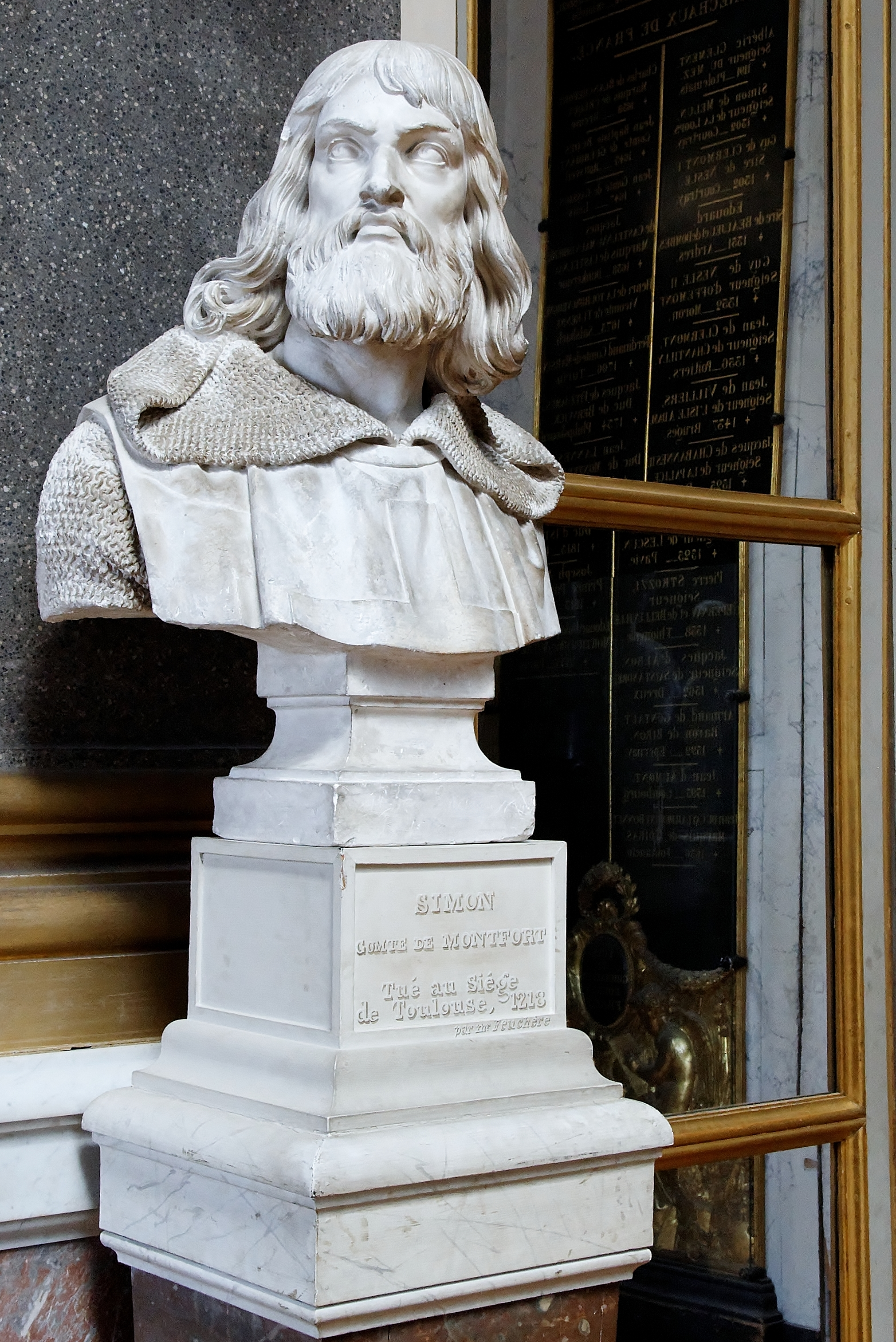
Büste in der Schlachtengalerie des Schlosses Versailles

Simon IV. de Montfort (* um 1160; † 25. Juni 1218 vor Toulouse), Herr von Montfort-l’Amaury, Épernon und Rochefort, war von 1209 bis zu seinem Tod der militärische Anführer des Albigenserkreuzzugs. Er wurde durch Erbschaft der 5. Earl of Leicester und aufgrund seiner Eroberungen im Albigenserkreuzzug Vizegraf von Carcassonne und Béziers, Graf von Toulouse und Herzog von Narbonne.

## Frühe Jahre

### Abstammung und Familie

Das Wappen der Herren von Montfort

Simon war der Sohn des Simon (IV.) de Montfort, dem er 1188 als Herr von Montfort-l’Amaury, Épernon und Rochefort nachfolgte. Obwohl er der fünfte seines Namens aus der Familie Montfort war, hat sich für ihn als Resultat eines Irrtums der älteren Geschichtsforschung die Ordnungszahl „IV.“ etabliert, da sein Vater lange als identisch mit seinem Großvater Simon III. († 1181) identifiziert wurde. Seine Mutter war Amicia de Beaumont († 1215), die älteste Tochter von Robert de Beaumont, 3. Earl of Leicester. Um 1190 heiratete er Alix de Montmorency, eine Tochter Bouchards IV. aus dem weitverzweigten nordfranzösischen Haus Montmorency. Gemeinsam hatten sie sechs, vielleicht auch acht Kinder:
1. Amaury VII. de Montfort (* um 1199, † 1241).[2]
2. Guy de Montfort (* um 1199, † 4. April 1220): iure uxoris Graf von Bigorre.[2]
3. Amicia de Montfort († 20. Februar 1252): ⚭ mit Gaucher de Joigny († vor 1237), Sire von Châteaurenard.
4. Simon de Montfort (* um 1208, † 4. August 1265): Graf von Leicester und Lord High Steward von England.[3]
5. N. N. (* Februar 1211, † ?): Tochter, vermutlich in Montréal geboren, von Dominikus de Guzmán getauft, wurde Nonne im Zisterzienserkloster von Saint-Antoine-des-Champs bei Paris.[4] Wahrscheinlich identisch mit Pétronille.[5]
6. Robert de Montfort (*/† ?).[3]
7. Pétronille de Montfort (*/† ?): 1237 als Schwester ihres Bruders Simon genannt.[6]
8. Laure de Montfort (Filiation umstritten; † nach 1227): ⚭ mit Gerard II. de Picquigny, Vidame von Amiens.[7]

Die Güter der Montfort mit dem Stammsitz Montfort-l’Amaury konzentrierten sich in der historischen Landschaft Yvelines, wo sie bis zum 12. Jahrhundert aufgrund einer geschickten Besitzmehrung der älteren Generationen gegenüber den anderen lokalen Burgherrenfamilien eine vorherrschende Position erlangten. Insgesamt gehörten sie dem baronialen Stand der Île-de-France an, weshalb sie nicht zum hohen Feudaladel Nordfrankreichs gezählt werden. Aufgrund ihrer Grenzlange zum normannischen Herzogtum, das im späten 12. Jahrhundert dem „Angevinischen Reich“ angehörte, kam der Familie dennoch eine gewisse Bedeutung zu, die durch mehrfache Versippung mit dem benachbarten normannischen Adel gefestigt werden konnte. So gehörte zum Beispiel auch Simons Mutter einer der mächtigsten anglo-normannischen Familien an, die sowohl in Frankreich als auch in England über großen Landbesitz verfügte. Nachdem deren Bruder Robert de Beaumont, 4. Earl of Leicester, 1204 ohne Nachkommen gestorben war, erbte Amicia die Hälfte seines Besitzes sowie den Anspruch auf die Grafschaft Leicester und auf das Amt des Lord High Steward, einer damals bedeutenden Position am Hof des englischen Königs. Dieses Erbe wurde Simon im Jahr 1206 zuerkannt, Anfang 1207 erfolgte die Teilung des Erbes mit seiner Tante Margarete de Beaumont und deren Ehemann Saer de Quincy, 1. Earl of Winchester, wenngleich der Rechtsanspruch auf den Titel eines Earls of Leicester bei Simon verblieb. Weil er aber im Konflikt zwischen König Johann von England und König Philipp II. von Frankreich seine Treue zu Letzterem bekannte, wurden ihm schon im Februar 1207 alle englischen Güter von König Johann entzogen und die Einkünfte konfisziert. Allerdings musste dieser sie im Jahr 1215 auf päpstlichen Druck hin an Ranulph de Blondeville, 4. Earl of Chester, übertragen, der sie als Sachwalter seines Vetters Simon verwalten und bis zur persönlichen Inbesitznahme Simons ihre Einkünfte verwenden durfte.
Wenn Simon in zeitgenössischen Urkunden und Chroniken als „Graf Simon“ oder als „Graf von Montfort“ erscheint, so handelt es sich dabei um eine Höflichkeitstitulierung, die sich auf seinen Erbanspruch auf die englische Grafschaft Leicester bezieht. Seinen Anspruch demonstrierend, nannte er sich in seinen eigenen Urkunden ausschließlich „Graf von Leicester“. Die Seigneurie Montfort-l’Amaury wurde erst für seinen Sohn zur Grafschaft aufgewertet, als Ausgleich für den Herrschaftsverlust im Languedoc.

### Vierter Kreuzzug
Über Montforts frühe Jahre ist kaum etwas bekannt; vermutlich verbrachte er sie häufig im Gefolge seines Onkels Robert de Beaumont. Im Januar 1195 trat er als einer von drei Garanten für die Friedensversprechen seines Onkels gegenüber König Philipp II. August auf.
Am 28. Dezember 1199 nahm Montfort gemeinsam mit den Grafen Theobald III. von der Champagne und Ludwig von Blois das Kreuz zum Vierten Kreuzzug, nachdem sie zuvor auf einem Turnier in Écry den Predigten des Fulko von Neuilly zugehört hatten. Ihm schloss sich auch sein jüngerer Bruder Guy an. Das Unternehmen stand bald unter der Kontrolle der Seerepublik Venedig, die den Schiffstransport des Heeres übernahm. Als Gegenleistung verlangte die Republik den Einsatz des Kreuzfahrerheeres für eigene Interessen, um die adriatische Hafenstadt Zara zu belagern, obwohl Papst Innozenz III. die Kreuzfahrer ausdrücklich davor gewarnt hatte, Christen anzugreifen. Nachdem Zara dennoch erstürmt war und die Anführer darauf die Umleitung des Kreuzzuges nach Konstantinopel beschlossen hatten, setzte sich Montfort mit einigen Getreuen im April 1203 von dem Kreuzzugsheer an den Hof des Königs von Ungarn ab. Von dort reisten sie selbstständig nach Outremer, um dort an einigen Feldzügen gegen die Sarazenen teilzunehmen, während der Kreuzzug weiter nach Konstantinopel, dem größten Handelsrivalen Venedigs, weiterzog und diese Stadt im Frühjahr 1204 eroberte.
Wann genau Montfort in die Heimat zurückgekehrt ist, bleibt unklar, erstmals wird er wieder im Jahr 1206 urkundlich erwähnt, als er den Verkauf von Breteuil durch seine Mutter an den französischen König bezeugte.

## Kreuzzug gegen die Albigenser

### Wahl zum Anführer
Simon de Montforts Name ist untrennbar mit dem im Jahr 1208 von Papst Innozenz III. ausgerufenen Albigenserkreuzzug verbunden, dessen militärischer Anführer er für mehrere Jahre bis zu seinem Tod war. Seine Motive zur Teilnahme an diesem Unternehmen bleiben im Unklaren; dass er eines Tages zum Anführer des Kreuzzugs und damit zum Hauptnutznießer seiner Eroberungen werden würde, stand zu Beginn dieses Feldzugs noch in den Sternen. Angeblich musste er erst von Herzog Odo III. von Burgund zur Teilnahme überredet werden, da sich das Ziel dieses Kreuzzugs nicht mit seinem christlichen Ethos habe vereinbaren lassen. Denn statt gegen ungläubige Mauren oder Sarazenen in Outremer oder Spanien sollte der Feldzug gegen die in der südfranzösischen Region des Languedoc, oder Okzitanien, weit verbreitete Glaubensgemeinschaft der Katharer, auch „Albigenser“ genannt, geführt werden, bei deren Glaubenslehre es sich zwar um eine dualistische Form des Christentums handelte, die aber von der römisch-katholischen Kirche als häretisch und damit als verdammenswert eingestuft wurde. Die Katharer ihrerseits erkannten in der Kirche des Papstes die Manifestation des Antichristen. Nachdem die römische Kirche mehrere Jahre lang vergeblich versucht hatte, das Katharertum mittels Predigten und Missionen zurückzudrängen, war Papst Innozenz III. im Jahr 1207 erstmals zu der Auffassung gelangt, dass einzig mit einem Kreuzzug die Häresie und deren Helfershelfer vernichtet werden könnten. Um für solch ein Unternehmen die notwendigen Anreize zu schaffen, hatte er den Grundsatz aufgestellt, dass alle Güter von verurteilten Häretikern oder deren Unterstützer durch die Kreuzfahrer konfisziert werden durften. Dies kam einem Eroberungsprinzip gleich, das für das zukünftige Handeln Simons de Montfort entscheidend gewesen sein wird.

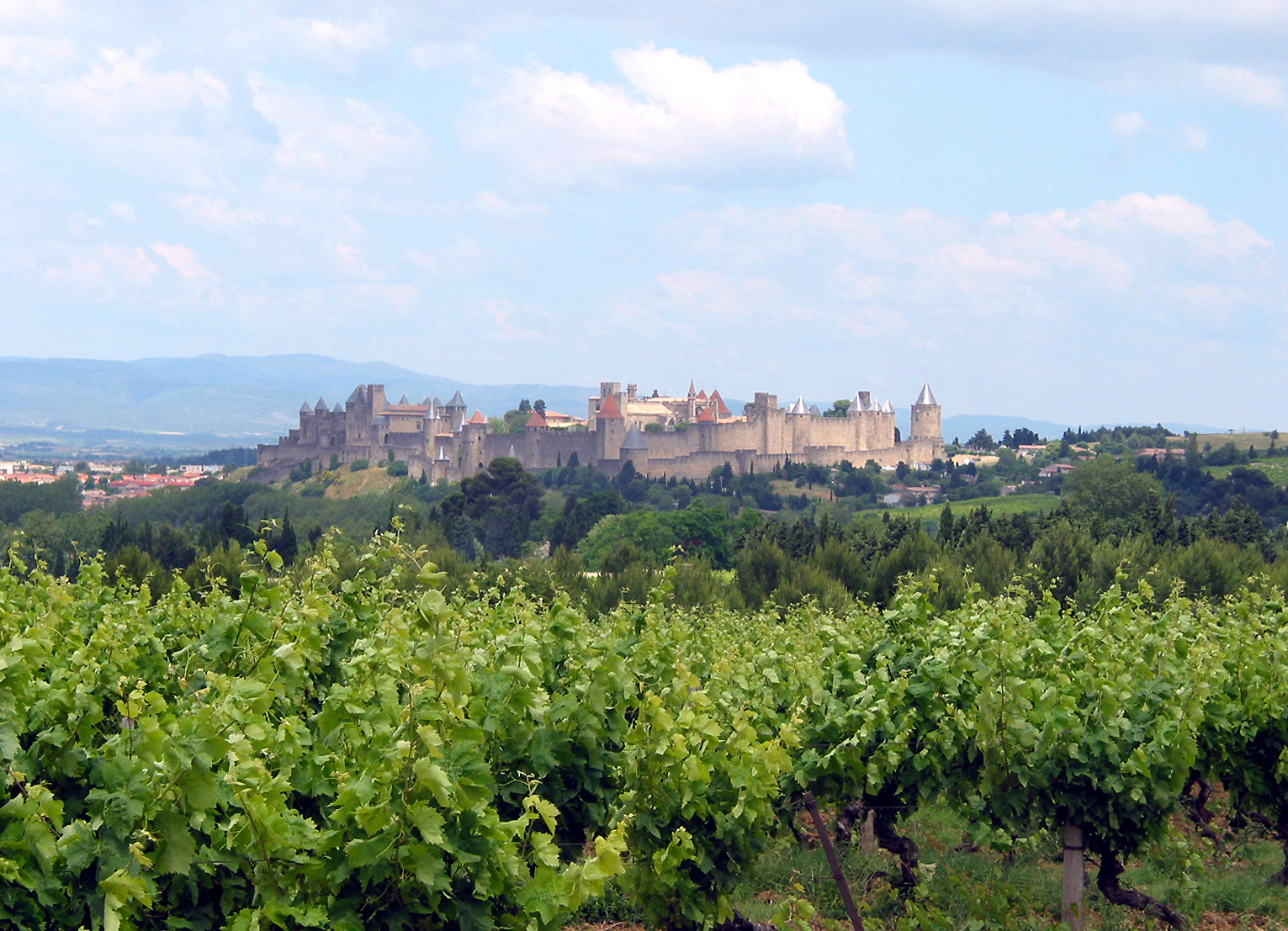
In Carcassonne wurde Simon de Montfort 1209 zum Anführer des Albigenserkreuzzugs gewählt

Der Papst hatte sich allerdings den König von Frankreich, Philipp II. August, als Anführer des Kreuzzugs gewünscht, der jedoch mehrere Aufforderungen zur Kreuznahme ausgeschlagen hatte und sich auch insgesamt eher desinteressiert an diesem Unternehmen zeigte. So hatten sich an die Spitze des Kreuzzugsheeres, das sich im Frühjahr 1209 in Lyon zusammenzog, zunächst der Kreuzzugslegat Arnaud Amaury, Abt von Cîteaux, und die drei großen weltlichen Fürsten Odo III. von Burgund, Hervé von Nevers und Walter von Saint-Pol gestellt. Montfort selbst gehörte dem Heer zunächst nur als einfacher Kreuzritter an und nahm an den Eroberungen von Béziers (22. Juli) und Carcassonne (15. August) teil, bei letzterer zeichnete er sich durch seine Tapferkeit aus. Der Vizegraf von Béziers-Carcassonne, Raimund Roger Trencavel, wurde als Unterstützer der Häresie in einen Kerker gesperrt und gemäß dem geltenden Enteignungsprinzip seiner Titel und Domänen für verlustig erklärt. Nachdem sowohl die Grafen von Nevers und Saint-Pol sowie der Herzog von Burgund die nun frei gewordenen Lehen abgelehnt hatten, fand der Legat Arnaud Amaury in Simon de Montfort als dem rangnächsten Adligen den allzu bereitwilligen Empfänger und damit auch einen neuen militärischen Führer des Kreuzzugs. Die Gründe für die Annahme des Trencavel-Erbes durch Montfort sind gleichfalls strittig, möglich dass er darin eine Kompensation für das ihm wenige Jahre zuvor verloren gegangene Beaumont-Erbe sah. Aus Dankbarkeit gegenüber Arnaud Amaury schenkte er sogleich den Zisterziensern drei Häuser in Carcassonne, Béziers und Sallèles, die zuvor von Häretikern enteignet worden waren. Die Schenkungsurkunde war die erste, die er als „Vizegraf von Béziers und Carcassonne“ unterzeichnete. Auch hatte Montfort umgehend den Kirchenzehnt wieder in Kraft gesetzt, der im Languedoc seit Generationen nicht mehr erhoben worden war, und einen jährlichen Zins von drei Denaren pro Haushalt zugunsten des Heiligen Stuhls eingeführt.
Um den Kreuzzug war es Ende August 1209 allerdings weniger gut bestellt, nachdem die meisten Kreuzritter nach Ablauf der vorgeschriebenen Mindestkampfzeit von vierzig Tagen das Heer Richtung Heimat verlassen hatten. Bei Montfort waren in Carcassonne nur noch eine Hand voll Ritter geblieben, zumeist mit ihm verwandte und treue Weggefährten vom vierten Kreuzzug. Von den großen Fürsten konnte er lediglich den Herzog von Burgund zu einem längeren Verweilen überreden. Ihnen gegenüber stand nahezu die gesamte Ritterschaft eines Landes, dessen Herr Montfort nun war. Folglich beanspruchte er die Lehnsherrschaft über jene ehemaligen Trencavel-Vasallen, die sich allerdings zum Widerstand gegen den Kreuzzug entschlossen hatten. Ihre Unterwerfung hatte sich Montfort nun zum Ziel gesetzt, womit der Kreuzzug zunehmend den Charakter eines Feudalkriegs annahm, der prägend für seine gesamte Dauer wurde und Montfort in ein kompliziertes Geflecht längst etablierter Rechtsgewohnheiten und politischer Ordnungen manövrierte. Zunächst marschierte er in das Lauragais, eine Hochburg der Häresie, wo sich ihm Aimery de Montréal kampflos unterwarf. Hauptziel aber war die Einnahme von Fanjeaux, das stark katharisch geprägt und ein wichtiger Verkehrsknotenpunkt der Region war. Beim Einzug der Kreuzritter floh die große Katharergemeinde unter ihrem Führer Guilhabert de Castres in den Exilsitz Montségur. Montfort hingegen machte hier erstmals die Bekanntschaft des Mönchs Dominikus de Guzmán, der seit einigen Jahren mit einigen wenigen Konvertierten gegen die Häresie mit bescheidenem Erfolg gepredigt hatte. Montfort machte Fanjeaux zu seinem eigentlichen Hauptquartier, von wo aus er sternenförmig durchgeführte Überfälle in das Umland unternehmen konnte. Mit der Einnahme von Laurac, Saissac, Villesiscle und schließlich Limoux waren die wichtigsten Ortschaften des Lauragais binnen weniger Tage eingenommen. Nur die Burgen von Lastours, ein starkes Widerstandsnest, konnten sich erfolgreich einer Belagerung erwehren, worauf der Herzog von Burgund seine Heimreise antrat und damit das Kreuzfahrerheer weiter schwächte. Im September 1209 boten allerdings die Stadtoberen von Castres die freiwillige Unterwerfung an und stellten für ihre Treue mehrere Geiseln. Auch lieferten sie zwei festgenommene Katharer aus, die auf dem ersten Scheiterhaufen unter der Ägide Montforts verbrannt wurden.
Um dieselbe Zeit nahm Montfort die Belagerung von Preixan auf. Da diese Stadt nicht zu den Domänen der Trencavel gehörte, sondern dem Grafen Raimund Roger von Foix, beging er damit einen klaren Rechtsbruch. Obwohl der Graf als Sympathisant der Katharer galt, hatte er sich einige Monate zuvor der Kirche unterworfen und sich und sein Land damit unter den Schutz des Heiligen Stuhls gestellt. Mit dem vor Preixan augenblicklich eintreffenden Grafen handelte Montfort seinen freien Einzug in die Stadt aus, für sein Versprechen die anderen gräflichen Domänen nicht anzutasten. Dieses Versprechen brach er sogleich, als ihm noch im September 1209 der Abt von Saint-Antoine de Frédélas die Anteile des Grafen von Foix, mit dem er seit Jahren verfeindet war, über die Mitherrschaft von Pamiers zur Übernahme anbot. Sofort besetzte Montfort diese Stadt und zugleich auch Mirepoix und Saverdun, also faktisch das gesamte Unterland von Foix, dessen Hochland er somit vom Toulousain abschnitt, was ganz im Hinblick seiner bereits gereiften Pläne geschah. Anschließend zog er in den Norden, wo er nach der kampflosen Einnahme von Lombers und Albi das Albigeois unterwarf. Seine Abwesenheit nutzte Raimund Roger von Foix, der den Pakt von Preixan als gebrochen betrachtete, um die Kreuzritter aus der Stadt zu vertreiben und um am 29. September einen Direktangriff auf Fanjeaux zu unternehmen, den die Kreuzritter aber zurückschlagen konnten. Dies waren zugleich die letzten militärischen Aktivitäten des Jahres 1209, worauf sich die Kreuzritter in ihre Winterquartiere zurückzogen.

### Politische Verhältnisse im Languedoc
Am 10. November 1209 war in Carcassonne der junge Raimund Roger Trencavel in seinem Gefängnis gestorben. Das sogleich umgehende Gerücht von einem Mordauftrag Montforts wurden von den Kreuzzugschronisten als ungerechtfertigt zurückgewiesen. Sie schrieben seinen Tod einer in der Gefangenschaft zugezogenen Ruhrerkrankung zu. Am 24. November traf sich Montfort mit der Witwe seines gestorbenen Vorgängers in Montpellier, die ihm im Namen ihres Sohnes, Raimund II. Trencavel, alle Rechte der Trencavel für eine Leibrente von 3000 Sous und der Rückerstattung ihrer Mitgift von 25.000 Sous abtrat. Der junge Trencavel, der diesen Ausverkauf seiner Rechte niemals anerkennen sollte, wurde der Obhut des Grafen von Foix übergeben.

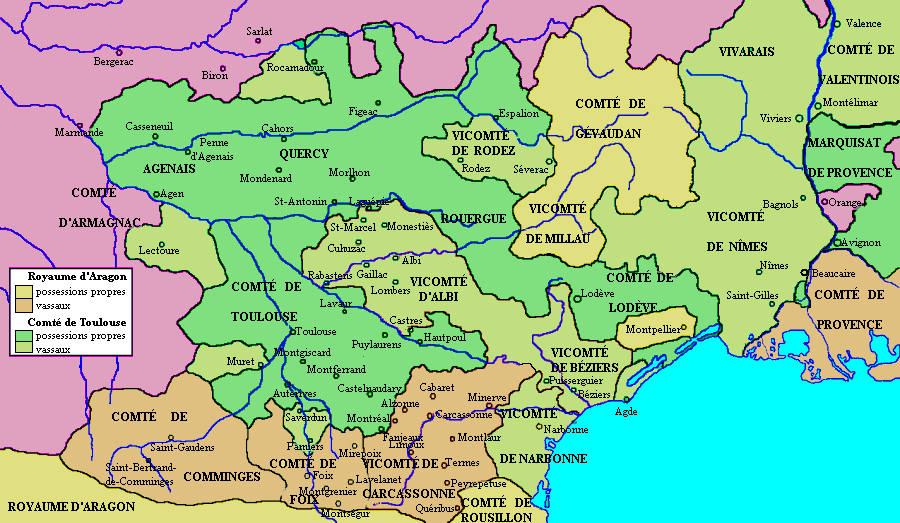
Besitzungen der Grafen von Toulouse (grün) und ihre Vasallen (hellgrün) im 12. Jahrhundert, Besitzungen der Krone von Aragón (gelb) und ihre Vasallen (braun)

Ein weiteres wichtiges Treffen stand in Montpellier mit König Peter II. von Aragón an, denn die Krone Aragóns war der Oberlehnsherr der Vizegrafschaften Béziers und Carcassonne und die Trencavel waren folglich ihre Vasallen gewesen. Montfort erhoffte sich nun eine Anerkennung seitens des Königs als dessen Vasall, womit seine Übernahme der Vizegrafschaften nach weltlichem Recht sanktioniert werden würde, die bislang allein auf dem vom Papst erklärten Beuteprinzip beruhte. Neben dem Ankauf der Trencavel-Rechte hatte er deshalb bereits im Oktober seinen Ritter Robert Mauvoisin mit einem Schreiben nach Rom entsandt, mit dem er die Zustimmung des Papstes für seine Wahl zum Kreuzzugsführer und die Einsetzung in die Vizegrafschaften einholen wollte. Der Kreuzzug stand nicht nur unter der Leitung des Heiligen Stuhls, der Papst war zugleich auch der weltliche Oberlehnsherr des Königs von Aragón, seit dieser sich im Jahr 1068 als Ausdruck eines katholischen Glaubensbekenntnisses bereitwillig in Vasallität zu Rom begeben hatte. König Peter II. war 1204 persönlich nach Rom gereist, um Papst Innozenz III. den Lehnseid zu schwören. Das Wort des Papstes war also auch in Belangen der weltlichen Ordnung im Languedoc von Gewicht und Montfort hoffte nun, gestützt auf einer positiven Antwort aus Rom, die Anerkennung des aragonesischen Königs zu erhalten. Das positive Antwortschreiben des Papstes war allerdings gerade erst im November verfasst und auf den Weg in das Languedoc gebracht worden, wo es erst im Dezember 1209 eintreffen sollte. In Montpellier verweigerte König Peter II. Montfort die Anerkennung. In allen Belangen des weltlichen Lehnsrechts war der König bis dahin übergangen worden, seine Vasallen wurden ohne seine Zustimmung entweder abgesetzt oder angegriffen, auch wenn sie den Schutz des Heiligen Stuhls genossen. Ungeachtet dessen setzte Montfort seine Bemühungen um ein gutes Verhältnis zum König fort, die allerdings von dessen Seite aus mit wachsendem Misstrauen beobachtet wurden und die schließlich tragisch enden sollten.
Einen weiteren entscheidenden Machtfaktor der Region stellte der Graf Raimund VI. von Toulouse dar, der das mächtigste aller Fürstentümer Okzitaniens beherrschte. Für seine Domänen war er von Rechts wegen ein Vasall des französischen Königs, wobei diese Vasallität eher nur in der Theorie bestand, de facto war die Grafschaft Toulouse seit Generationen ein souveränes Fürstentum. Mehr als alle anderen okzitanischen Fürsten hatte Raimund VI. den Häresieverdacht auf sich gezogen und galt als wichtigster Schutzherr der Katharer. Für die Kreuzzugslegaten, allen voran Arnaud Amaury, hatte der Sturz des Grafen von Toulouse als Voraussetzung für einen erfolgreichen Kampf gegen die Häresie von Anfang an außer Frage gestanden. Unter anderem hatten sie den Grafen verantwortlich gemacht für den Mord am Legaten Pierre de Castelnau im Jahr 1208, der erst den Vorwand zum Kreuzzug geliefert hatte. Graf Raimund VI. war zunächst aber durch eine rechtzeitige Unterwerfung gegenüber der Kirche einer Konfrontation mit dem Kreuzzug geschickt aus dem Weg gegangen, indem er seine Ländereien somit unter den Schutz des Heiligen Stuhls gestellt hatte. Doch im September 1209 hatten die Kreuzzugslegaten die Weigerung der Stadtoberen von Toulouse, den geforderten Treueid auf die Kirche zu leisten, zum Anlass genommen, die Exkommunikation auch über Raimund VI. auszusprechen und den Weg für seine Bekämpfung frei zu machen. Für Montfort hatten sich damit neue Perspektiven zur Eroberung des größten Fürstentums des Languedoc eröffnet.

### Unterwerfung des Carcassés
Einstweilen aber hatte sich die Lage bis zum Winter 1209 für den Kreuzzug erheblich verschlechtert. Während Montfort in Montpellier weilte, waren etwa vierzig Ortschaften, die er in den vergangenen Monaten unterworfen hatte, wieder von ihm abgefallen und hatten die Kreuzritterbesatzungen vertrieben. Darunter waren bedeutende Orte wie Castres, Lombers und Montréal. Dies war unter einer allgemeinen Erhebung der lokalen Ritterschaft erfolgt, die sich nach dem Schock der ersten Erfolge des Kreuzzugs nun zum Widerstand gegen diesen bereitgefunden hatten. Erst nachdem ihm seine Frau im März 1210 in Pézenas die ersten Verstärkungstruppen seit Beginn des Kreuzzugs zugeführt hatte, konnte Montfort eine Offensive zur Rückeroberung der abgefallenen Orte beginnen. Zunächst unterwarf er Montlaur, dann Alzonne und schließlich Bram. Die Rückeroberungen wurden begleitet von Hinrichtungen von örtlichen Adligen, die Montfort nun als abtrünnige Vasallen betrachtete. Zur Einschüchterung der Bevölkerung wandte er in Bram erstmals das Mittel des Terrors an, um die Folgen des Widerstands gegen ihn zu demonstrieren. Er ließ 100 Bürgern der Stadt die Augen ausstechen und ließ lediglich einem ein Auge, damit dieser die Menschen vor die Burgen von Lastours führen konnte, dem hartnäckigen Widerstandsnest des Pierre Roger de Cabaret. Nachdem er die Weinberge von Cabaret und Minerve vernichtet hatte, nahm er nach einer zweiwöchigen Belagerung im April die Burg Alaric am Fuße der Corbières ein, die Heimat des später berüchtigten Faydit Xacbert de Barbaira.

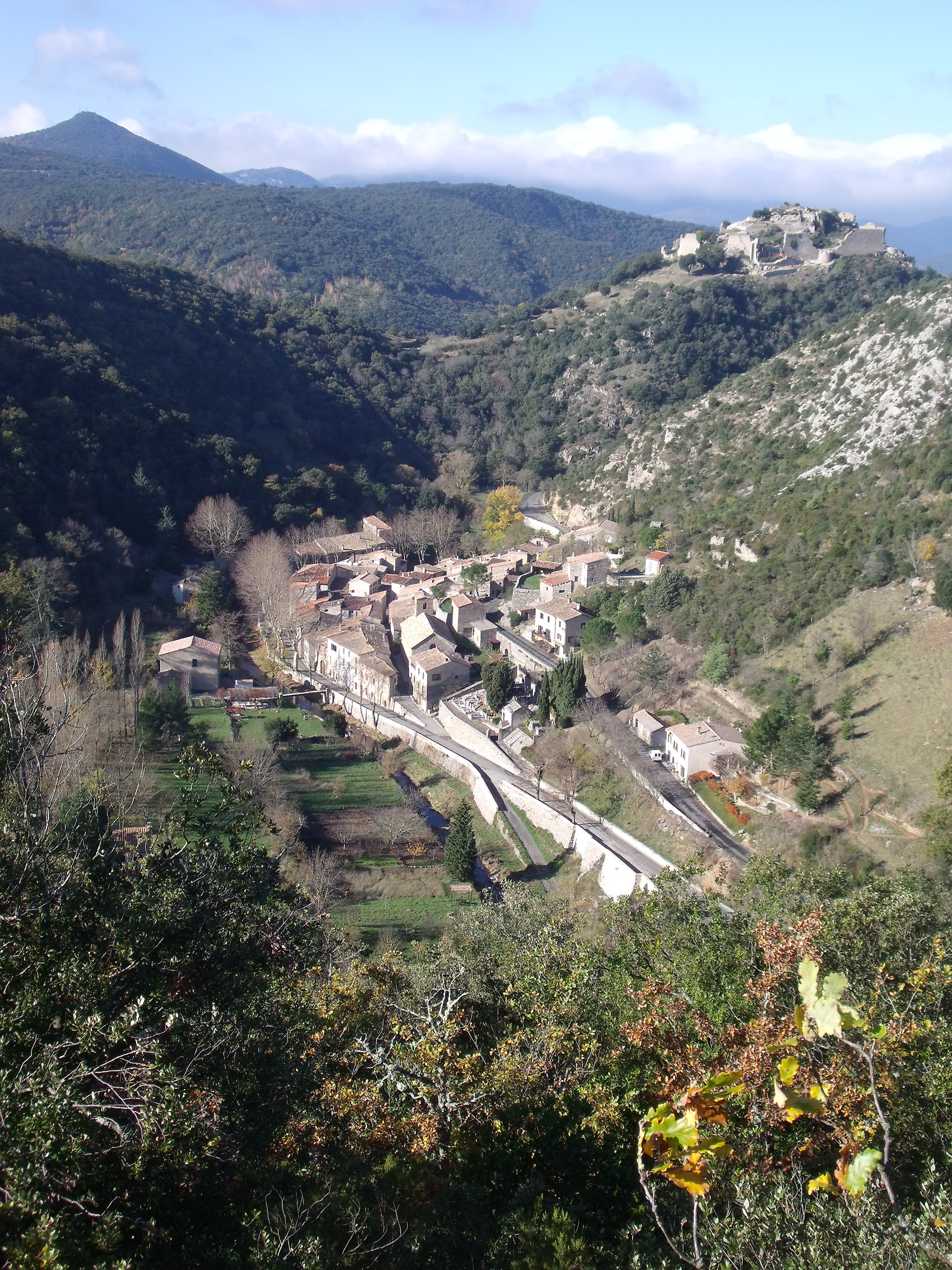
Der Ort Termes mit der ihn überragenden Burg

Darauf wurde Montfort von König Peter II. nach Pamiers zu einer Gipfelkonferenz mit Raimund VI. von Toulouse und Raimund Roger von Foix geladen, die allerdings ergebnislos beendet wurde. Den Grafen von Foix verhöhnte Montfort im Anschluss, indem er in Waffen bis vor dessen Burg zog. Auf Druck des aragonesischen Königs hatte er allerdings die Unversehrtheit der Domänen von Foix für ein Jahr zu garantieren. Stattdessen nahm er die Belagerung von Minerve auf, das eines der am stärksten befestigten Katharernester der Region war. Die Belagerung dauerte von Anfang Juni bis Mitte Juli 1210 sieben Wochen und war die bis dahin längste des gesamten Kreuzzugs. Die Kreuzritter waren hier durch die Ankunft eines großen Aufgebots entscheidend verstärkt worden, an dem sich nach den Worten Wilhelm von Tudelas Ritter aus der Champagne, dem Maine und Anjou, der Bretagne, von Friesland und aus Deutschland beteiligten. Am 22. Juli hatten die Verteidiger ihre Kapitulation verkündet und das castrum an Montfort übergeben. 140 anwesende Katharer wurden in der ersten großen Massenverbrennung des Kreuzzugs verbrannt. Lediglich drei Frauen konnten zur rettenden Konversion bewegt werden, durch die Mutter des Bouchard de Marly. Der Fall von Minerve hatte die freiwillige Unterwerfung von Montréal, Ventajou und Laurac nach sich gezogen.
Die warme Jahreszeit und die anwesenden Verstärkungstruppen nutzend nahm Montfort sogleich die Belagerung von Termes auf, einem weiteren der großen Widerstandsnester des Carcassés. Trotz seiner numerischen Überlegenheit, die ihm der Zuzug von Kreuzfahrern aus Nordfrankreich, der Bretagne und Gascogne, aus Brabant, Friesland, Sachsen und Bayern gewährte, dauerte diese Belagerung nun drei Monate an. Erst am 23. November 1210 kapitulierten die Verteidiger nach Ausbruch einer Ruhrseuche. Im Anschluss das Tal des Aude entlangziehend unterwarf Montfort noch einige weitere Burgen, Puivert ergab sich nach drei Tagen der Belagerung. Darauf unterwarfen sich ihm auch wieder Castres und Lombers kampflos. Zum Jahresende 1210 existierte in den früheren Ländereien der Trencavel nur noch ein bedeutendes Widerstandsnest, die Burgen von Lastours.

### Kampf um Toulouse
Während Montfort das ganze Jahr 1210 mit militärischen Aktivitäten verbrachte, hatten die geistlichen Kreuzzugsführer um Arnaud Amaury das von Papst Innozenz III. geforderte Untersuchungsverfahren bezüglich der gegen Raimund VI. von Toulouse erhobenen Anschuldigungen geschickt verzögert. Stattdessen hatten sie im November 1210 die Exkommunikation gegen den Grafen bekräftigt und sie zugleich auch auf die Grafen von Foix und Béarn ausgeweitet. Dennoch drängte der Papst weiter auf eine diplomatische Lösung der Situation, doch konnte sich Montfort auf sein stilles Einvernehmen mit Arnaud Amaury verlassen, welcher den Grafen ab dem Winter 1210 mit unerfüllbaren Bedingungen für seine Absolution konfrontierte und diese somit verhinderte. Zugleich hatte der Legat sein diplomatisches Talent bemüht, um eine Versöhnung zwischen Simon de Montfort und König Peter II. von Aragón zu erreichen. Die politische Großwetterlage auf der iberischen Halbinsel hatte dabei für sie gespielt, da sich ein Waffengang der Christen mit den Mauren ankündigte, für den der König am Nordhang der Pyrenäen ruhige Verhältnisse benötigte. Im Januar 1211 nahm der König auf dem in Narbonne einberufenen Generalkonzil schließlich die Huldigung Simons de Montfort entgegen, womit dessen Übernahme der Trencavel-Ländereien nach allen Regeln des weltlichen Rechts abgeschlossen war. Im Gegenzug gab Montfort eine Garantie für die Unantastbarkeit der Länder von Foix ab, die ein Protektorat Aragóns waren. Die Beziehungen zum König konnten wenige Tage später in Montpellier, wohin sich das Konzil vertagt hatte, durch die Vereinbarung einer Ehe zwischen dem aragonesischen Kronprinzen Jakob und Montforts Tochter Amicia vertieft werden. Den Gepflogenheiten der Zeit folgend wurde der junge Prinz zur Erziehung der familia Montforts überantwortet. Montforts Triumph im diplomatischen Ränkespiel wurde zeitgleich durch die endgültige Abweisung einer Rekonziliation Raimunds VI. durch Arnaud Amaury vollendet, der am 6. Februar 1211 ein weiteres Mal die Verdammung des Grafen verkündete und ihre Bestätigung dem Papst nahelegte. Der Ausgang des Konzils von Narbonne-Montpellier hatte augenblickliche Reaktionen zur Folge; Pierre Roger de Cabaret gab seinen Widerstand entmutigt auf und übergeben im März 1211 kampflos seine Burgen von Lastours an Montfort. Das letzte militärische Hindernis im Carcassé war damit aus dem Weg geräumt und Montfort hatte freie Bahn zur Eroberung des reichen Toulouse, das nun über keinen nennenswerten Schutzherren verfügte.
Wohl noch im März 1211 hatte Montfort die Belagerung von Lavaur aufgenommen, der ersten Stadt in der Domäne des Grafen von Toulouse, noch bevor der Papst im April die Exkommunikation Raimunds VI. bestätigt hatte. Am 3. Mai war Lavaur erobert, alle Widerständler wurden als Abtrünnige verurteilt und gehängt, darunter Aimery de Montréal, der zwei Mal Montfort gehuldigt und beide Male seinen Eid gebrochen hatte. Dessen Schwester, die Herrin von Lavaur, wurde von der Soldateska in einen Brunnen geworfen und zu Tode gesteinigt. Alle in der Stadt aufgegriffenen Katharer, zwischen 300 und 400 an der Zahl, wurden auf einem Scheiterhaufen verbrannt, der nicht nur der größte des gesamten Kreuzzugs, sondern auch der größte in den über 150 Jahren der Katharerverfolgung gewesen ist. Unter den Verteidigern waren auch einige Offiziere des Grafen von Toulouse aufgegriffen worden, dessen aktives Handeln gegen den Kreuzzug sich somit offenbarte, womit seine Exkommunizierung zusätzlich gerechtfertigt werden konnte. Die castra Montgey und Puylaurens erklärten danach ihre kampflose Unterwerfung, die Burg Les Cassès war zum Widerstand bereit, musste aber schon nach einer kurzen Belagerung kapitulieren. Bis zu 60 Katharer wurden hier verbrannt, auf dem letzten großen Scheiterhaufen des Kreuzzugs.

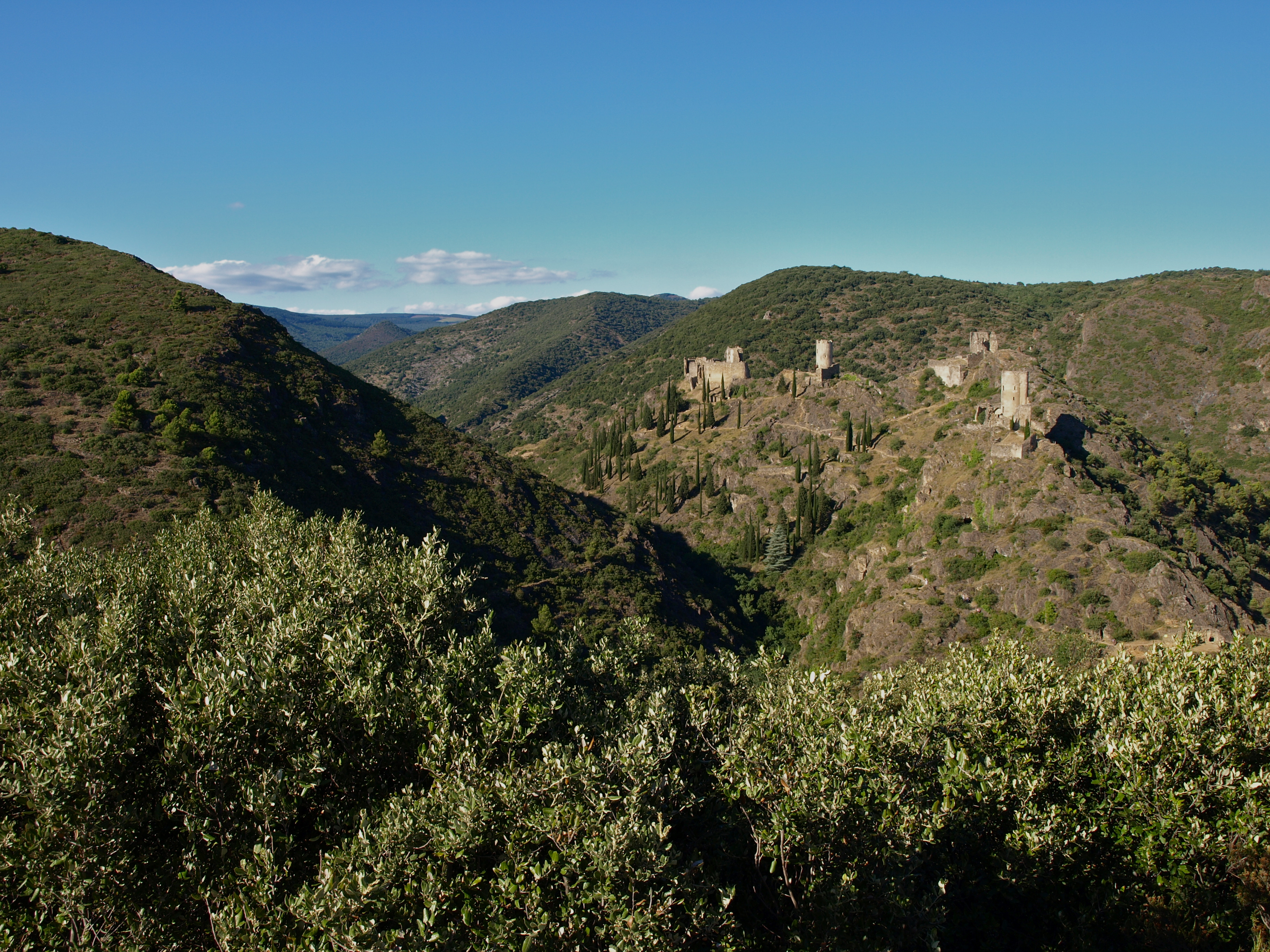
Die Burgen von Lastours in den Montagne Noire hatten dem Kreuzzug langen Widerstand entgegengesetzt

Im Sommer 1211 erfolgte der erste Gegenschlag des Grafen von Toulouse, der das von den Kreuzrittern gehaltene Castelnaudary im Handstreich nahm und das strategisch wichtige Montferrand durch seinen Bruder Balduin absichern ließ. Montfort nahm sofort deren Belagerung auf, wobei ihn der hartnäckige Widerstand Balduins überraschte. Statt sich in langwierigen Kämpfen aufzuhalten, trat Montfort in Verhandlungen mit Balduin, von dessen schlechtem Verhältnis zu seinem Bruder er wusste. Indem er ihm reiche Belohnung versprach, gelang es ihm im Mai 1211, Balduin auf seine Seite zu ziehen und Montferrand ohne großen Aufwand einzunehmen. Im Anschluss nahm Montfort wieder von Castelnaudary Besitz und unterwarf in einer regelrechten Blitzaktion mehrere Städte entlang des Tarn: Rabastens, Montégut, Gaillac und Lagrave. Von dort marschierte er entlang des Aveyron bis in das Rouergue und das Quercy vor. Dort wurde er in Bruniquel von Raimund VI. erwartet, der in einem Gespräch seine Unterwerfung anbot, sofern sein Erbe unangetastet bleiben würde. Montfort lehnte dies umgehend ab, ein Indiz, dass ihm eine Unterwerfung des Grafen unter den Willen der Kirche nicht im Sinn lag, sondern die Übernahme von dessen Fürstentum. Von Bruniquel aus wurde der Marsch nach Süden bis nach Montgiscard fortgesetzt, wo eine große Verstärkungstruppe zu den Kreuzrittern stieß, worauf sich Montfort stark genug für eine Belagerung von Toulouse hielt. Am 15. Juni 1211 marschierten die Kreuzritter vor der Hauptstadt des Feindes auf und schlugen am folgenden Tag einen Angriff der Okzitanier an der Brücke von Montaudran zurück. Anschließend verwüsteten sie die Felder und Weinberge der Umgebung, wobei sie auch die bäuerliche Bevölkerung nicht verschonten. Die Belagerung aber endete nach zwei Wochen mit einem demütigen Misserfolg der Kreuzritter, die gegen die stark ausgebauten Wehranlagen der Stadt nichts aufzubieten hatten. Nachdem es infolge von Versorgungsengpässen, Nachschubzüge waren von den Okzitaniern regelmäßig überfallen worden, zu Unruhe und offenem Zwist unter den Rittern gekommen war, ordnete Montfort am 29. Juni den Abbruch der Belagerung an.
Um die Moral seiner verunsicherten Ritter nach diesem ersten großen Misserfolg des Kreuzzugs zu heben, wandelte Montfort, die Heerfolgezeit der Verstärkungstruppen von 40 Tagen voll ausnutzend, den Rückzug in einen weiteren Eroberungszug um. Da er den Grafen von Foix in Toulouse wusste, marschierte er direkt in den Süden, nahm Autervie und überschritt die Ariège, um in Pamiers einzuziehen. Über das von der Bevölkerung verlassene Varilhes marschierte er anschließend direkt nach Foix weiter. Auf eine aufwendige Belagerung der hoch über der Stadt thronenden Burg verzichtete er und verwüstete stattdessen das Umland, um dem Grafen von Foix wirtschaftlichen Schaden zuzufügen. Anschließend nahm er den Marsch in den Norden über Castelnaudary auf, bei dem ihn mehrere Kreuzfahrer, die ihre Mindestkampfzeit abgeleistet hatten, verließen. Nach der Zerstörung der Burg Caylus konnte er kampflos in Cahors einziehen, dessen Bischof sich dem Kreuzzug angeschlossen hatte. De facto hatte Montfort damit das gesamte Quercy unter seine Kontrolle bringen können, wo er sogleich eine kleine Wallfahrt nach Rocamadour an das Grab des heiligen Eremiten Zachäus unternahm. Danach zog er wieder nach Pamiers, wo er allerdings von neuen Erhebungen im Lauragais und von einem großen Heerzug des Grafen von Toulouse Richtung Castelnaudary erfuhr. Tatsächlich hatten die Okzitanier ein Heer aufgestellt, das dem des Kreuzzugs zahlenmäßig überlegen war, zu großen Teilen aber aus kommunalen Milizen bestand. In Carcassonne rief Montfort alle in der Region anwesenden Kreuzritter zusammen und zog mit ihnen nach Castelnaudary. Mehrere Städte wie Puylaurens, Les Cassès, Avignonet, Montferrand und Saverdun nutzten sofort die Gunst der Stunde, um die ausgedünnten Besatzungen zu vertreiben. Seine zahlenmäßige Unterlegenheit konnte Montfort in Castelnaudary durch seine militärischen Fähigkeiten wettmachen. Bei Saint-Martin-Lalande schlug er die Truppen des Grafen von Foix in die Flucht, ohne dass dessen Verbündete ihn unterstützt hätten. Statt zu kämpfen, bediente sich der Graf von Toulouse eines propagandistischen Tricks, indem er die Gefangennahme und Hinrichtung Montforts kundtat, worauf tatsächlich eine große Anzahl von Städten ihre Kreuzritterbesatzungen vertrieb und fast alle militärischen Erfolge des Jahres zunichtemachte.
Von Fanjeaux aus nahm Montfort noch im Winter des Jahres 1211 die Rückeroberung der verlorenen Städte wieder auf. Dieses Mal verfolgte er eine konsequente Isolierungsstrategie, um Toulouse von allen Städten und Versorgungswegen des Umlandes abzuschneiden. Dazu führte er ununterbrochene Feldzüge in das Lauragais, Albigeois, Quercy, Agenais, Périgord und Comminges durch, nahm eine Stadt nach der anderen und versuchte sogar mehrmals das vereinte okzitanische Heer zu stellen, das ihm aber stets aus dem Weg ging. Im April 1212 eroberte er nach einer viertägigen Belagerung das starke Hautpol in der Montagne Noire, das er niederbrennen ließ. Im folgenden Mai machte er Saint-Michel-de-Lanès dem Erdboden gleich. Die seit dem Frühjahr 1212 kontinuierlich eintreffenden Verstärkungstruppen, darunter deutsche Ritter unter dem Dompropst von Köln, dessen Bruder Adolf III. von Berg, Wilhelm III. von Jülich und Leopold VI. von Österreich, hatten Montfort die Rückeroberung des gesamten Lauragais innerhalb kürzester Zeit ermöglicht. Danach zog er in das Quercy, auf dem Weg Rabastens, Gaillac und Montégut zurückerobernd. Anschließend zog er im Juni 1212 in das Agenais, um das einst von Richard Löwenherz erbaute Penne, das von einem Schwiegersohn Raimunds VI. gehalten wurde, und Biron zu nehmen. Parallel dazu hatte Robert Mauvoisin das nah gelegene Marmande erobert. Nachdem das Agenais Ende Juli gesichert war – die Bürger von Agen hatten sich freiwillig dem Kreuzzug unterworfen –, nahm Montfort im August 1212 den Marsch ins Toulousain auf. Nach einer dreiwöchigen Belagerung nahm er am 8. September Moissac ein, Castelsarrasin, Verdun und Montech ergaben sich kampflos. Nachdem das Land nördlich von Toulouse wieder vollständig unter seine Kontrolle gebracht war, zog Montfort in den Süden und unterwarf von Pamiers aus Saverdun und Auterive, womit der Riegel zwischen Foix und Toulouse wiederhergestellt war. Anschließend nahm er die Stadt Muret im Unterland des Comminges ein und verwüstete das Couserans als Vergeltung für den vorangegangenen Verrat seines Vizegrafen. Mit der Einnahme von Samatan hatte Montfort die Isolierung von Toulouse schließlich vollenden können.

### Die Statuten von Pamiers
Zum Jahresende 1212 war Simon de Montfort der De-facto-Herrscher der Grafschaft Toulouse und der mit ihr assoziierten Landschaften mit Ausnahme der Stadt Toulouse selbst wie auch von Montauban und einigen kleineren Dörfern. De jure aber war nach wie vor Raimund VI. der anerkannte Graf von Toulouse, der trotz seiner Exkommunikation im ständigen Kontakt zu Papst Innozenz III. stand, welcher auf eine Rekonziliation des Grafen statt auf dessen Absetzung drängte. Raimund VI. hatte sich im Spätjahr 1212 nach Aragón begeben, um dort die Unterstützung König Peters II. für seine Sache zu gewinnen.
Zu Beginn der Wintermonate hatte Montfort das Kreuzzugsheer in seine Quartiere befohlen und selbst Quartier im Palast von Pamiers bezogen. Dort versammelte er seine führenden Offiziere und den Klerus des Languedoc zu einem Ratskonzil, dem ersten Parlement seit seiner Wahl zum Kreuzzugsführer, das über die Grundsätze der politischen Ordnung seines eroberten Herrschaftsbereichs entscheiden sollte. Am 1. Dezember 1212 setzte er sein Siegel unter das abschließende Dokument, dessen 46 Artikel die Sitten, Verordnungen und Statuten des gesamten „Albigenserlandes“ (terra albigensis) festlegte, das er als „sein Land“ bezeichnete. Auch wenn er hier noch auf den tolosanischen Grafentitel verzichtete, hatte er deutlich zu erkennen gegeben, dass er sich auch als rechtmäßiger Herr über dieses Fürstentum betrachtete und dass sich der Geltungsbereich seines Gesetzeswerks auch über dieses erstreckte. Die Statuten von Pamiers waren in vielen Punkten von den Assisen von Jerusalem inspiriert und hatten demnach den Charakter von kolonialen Gesetzen, indem eine klare Unterscheidung zwischen „in Frankreich Geborenen“ (francigènes) und „Einheimischen“ (indigènes) getroffen wurde. Einheimischen Rittern wurde für zwanzig Jahre das Tragen von Waffen verboten, während die neuen französischen Grundherren dazu verpflichtet wurden, in dieser Zeit einzig französische Ritter für den Heerdienst aufzubieten. Frauen des lokalen Adels, Witwen und Erbinnen konnten nach Belieben einen Franzosen, aber für die Dauer von zehn Jahren ohne die ausdrückliche Genehmigung Montforts keinen einheimischen Adligen heiraten. Damit sollte natürlich die Kontrolle über die Weitervererbung von Grund und Boden sowie die Ansiedelung des französischen Adels gewährleistet werden.

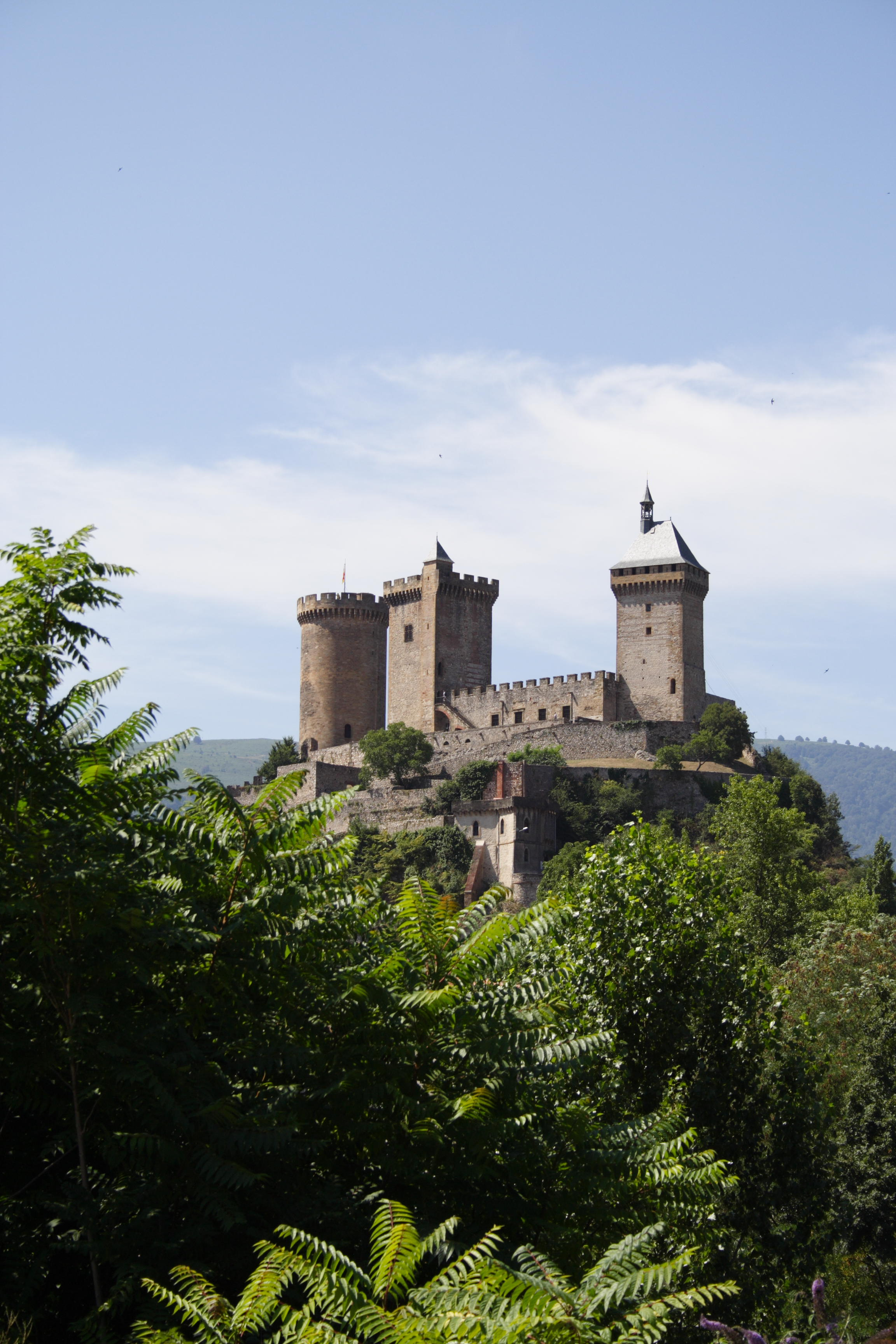
Eine Belagerung der Burg von Foix hatte Simon de Montfort stets vermieden.

Zehn weitere Statuten regelten die Wiederherstellung der kirchlichen Autorität, wobei das Gewicht auf die Rückgabe der Güter und Privilegien an die religiösen Institutionen lag, die in den vorangegangenen Jahrzehnten von den weltlichen Machthabern angegriffen wurden. Von Laien befestigte Kirchen mussten wieder geschleift werden. Dazu wurde die Abgabenfreiheit des Klerus eingeführt und die bereits im August 1209 unternommene Wiedereinführung des Kirchenzehnts und der Erhebung des jährlichen Zinses zugunsten des Heiligen Stuhls bestätigt. Nach dem üblichen Feudalrecht stand der Zins übrigens einzig der weltlichen Seigneurie zu, doch indem Montfort ihn dem Papst zugute schrieb, hatte er sein Fürstentum bereitwillig zu einem Instrument des päpstlichen Imperialismus gemacht. Der Hintergedanke dabei war, indem man den Papst am materiellen Gewinn der Eroberungen teilhaben ließ, würde man ihn schlussendlich für die Machtpolitik Montforts korrumpieren; ein Trumpf, der sich später tatsächlich auszahlen sollte. Natürlich wurde auch der Kampf gegen die Ketzer in den Statuten kodifiziert, mit der Einführung einer allgemeinen Besitzkonfiszierung aller überführten Katharer. Diese wie auch Juden wurden für alle Zeiten von öffentlichen Ämtern ausgeschlossen, wobei Konvertierte erst nach zehn Jahren wieder Ämter übernehmen durften. Alle weltlichen Grundherren wurden zur Ketzerbekämpfung und zur Unterstützung der Kirche verpflichtet.
Weiterhin wurden in den Statuten die Beziehungen zwischen den Ständen der Gesellschaft geregelt: der Militär- und Frondienst, die Nutzung von Gewässern, Weiden und Wäldern, Regeln für den juristischen Beistand der Armen, wie auch das Gewicht des Brotes und sogar die Gewerbebedingungen zur Prostitution wurden festgelegt. Besonders schwerwiegende Folgen sollte die Festlegung der erbrechtlichen Bestimmungen haben, die „nach Sitten und Gebräuchen des Frankenlands um Paris zu erfolgen“ (morem & usum Francie circa Parisius) und die für alle gesellschaftlichen Schichten, egal ob einheimische oder zugezogene zu gelten habe. Das alte okzitanische Recht, das auf die testamentarische Freiheit und die Aufteilung des Erbes zu gleichen Teilen begründet war, wurde damit durch das nordfranzösische System ersetzt, das vor allem auf dem Erstgeburtsrecht fußte. Natürlich sollte auch damit die Ansiedelung des französischen Adels im Languedoc erleichtert werden, doch sollte dieser Grundsatz nach drei Generationen auch auf Druck der Nachkommen der Franzosen wieder gekippt werden.

### Entscheidung bei Muret
Montfort war im Dezember 1212 zum Gesetzgeber eines mit dem Schwert eroberten Landes geworden. Die einzigen Hindernisse, die seiner rechtlichen Anerkennung noch im Wege standen, waren Graf Raimund VI. von Toulouse und König Peter II. von Aragón, die etwa zur selben Zeit eine Interessensgemeinschaft gebildet und einen Friedensplan für das Languedoc entwickelt hatten, mit dem sie den Papst für ihre Sache gewinnen wollten. Die Beziehungen zum König von Aragón hatten sich für Montfort im vorangegangenen Jahr erheblich verschlechtert. Obwohl er noch im Frühjahr 1211 dessen Anerkennung als Vizegraf von Béziers-Carcassonne erhalten hatte, wurde das Verhältnis vor allem von aragonesischer Seite von Misstrauen bestimmt. Einen Bruch hatte eine nur kurz darauf erfolgte Begebenheit herbeigeführt, als Montfort im Juni 1211 als Erfüllung seiner Heerfolgepflicht 50 Kreuzritter unter Guy de Lucy auf die iberische Halbinsel entsandt hatte, um den König im Kampf gegen die muslimischen Almohaden zu unterstützen. Als Montfort nur wenige Wochen später von einer okzitanischen Übermacht in Castelnaudary belagert wurde, hatte er alle seine Ritter eilends zu sich befohlen, auch das Spanienkontingent. Weil dieses just in dem Moment das Lager des Königs verließ, als die Almohaden gerade die Burg Salvatierra (Provinz Ciudad Real) belagerten, wurde dieser Akt von Peter II. als offener Verrat aufgefasst, der nur umso schwerer wog, als die Almohaden im September 1211 Salvatierra tatsächlich eroberten. Der König war zu der Auffassung gekommen, dass Montfort nicht zu trauen war und dass er in die Schranken gewiesen werden müsse. Zu einer ähnlichen Auffassung war unterdessen auch Papst Innozenz III. gelangt, der in einem Brief vom 15. Januar 1213 an Arnaud Amaury seine bittere Einsicht gestand, dass er die Deutungshoheit über den Kreuzzug verloren habe, dass dieser zum Werkzeug einer montfort’schen Eroberungspolitik verkommen sei und sein ursprüngliches Ziel zur Ketzerbekämpfung verloren habe. An Montfort gerichtet wünschte der Papst dessen Versöhnung mit Peter II. von Aragón, so dass beide vereint ihre militärischen Kräfte gegen die Mauren in Spanien richten könnten. Zur Verwirklichung dieses Ansinnens hatte sich der Papst den aragonesisch-tolosanischen Friedensplan zu eigen gemacht, indem Montfort auf die ihm bereits zuerkannten Trencavel-Ländereien beschränkt und Toulouse dem Erben seines Grafen unter Vormundschaft König Peters II. übergeben werden sollte.
In seinen Briefen hatte der Papst den Friedensplan gebilligt und die Aussetzung des Kreuzzuges angeordnet, allerdings waren die Schreiben noch auf dem Weg, als sich die Konfliktparteien noch im selben Monat bei Lavaur, wahrscheinlich in Verfeil, zu einem Friedensgespräch einfanden. Der König von Aragón war zu diesem Zeitpunkt durch seinen Sieg über die Almohaden auf der „Ebene von Tolosa“ (Las Navas de Tolosa, 16. Juli 1212) zu einem katholischen Helden und somit zur Klärung der Verhältnisse im Languedoc frei geworden. Montfort aber konnte sich auf die Unterstützung der Kreuzzugslegaten und den okzitanischen Klerus verlassen, die den Friedensplan des Königs am 18. Januar 1213 auf ganzer Linie ablehnten. In einem Brief an den Papst vom 21. Januar 1213 legten sie ihre Beweggründe dar, nach denen dem Grafen von Toulouse nicht vertraut werden dürfe und der Kreuzzug fortgesetzt werden müsse, um das bisher Gewonnene nicht zu verlieren. Vielmehr müsse nun nach dem maurischen auch das häretische Tolosa zu Fall gebracht werden, wie es Arnaud Amaury ausdrückte. Ohne eine Entscheidung des Papstes erst abzuwarten, nahmen die Konfliktparteien die Kampfhandlungen wieder auf. Am 27. Januar 1213 schworen die Grafen von Toulouse, Foix, Comminges und Béarn dem König von Aragón den Lehnseid und unterstellten somit ihre Domänen seinem Schutz. König Peter II. hatte auch Montfort an seine Vasallenpflichten ihm gegenüber erinnert und ihn zum Rückzug aus allen ihm nicht zugestandenen Gebieten aufgefordert. Montfort reagierte darauf mit einer formellen Aufkündigung seines 1211 abgelegten Lehnseides, sich auf das Anliegen des Kreuzzugs berufend, dem ein höheres Gewicht als den Gesetzmäßigkeiten des weltlichen Feudalrechts zukomme. Faktisch kam dies einem Verrat und einer Kampfansage an den aragonesischen König gleich. „Ich werde keinen König fürchten, der gegen den Willen Gottes für die Gunst einer Kurtisane streitet“, soll der Kommentar Montforts dazu gewesen sein, in Anspielung auf die für diese Zeit sehr freie sittliche Lebensführung des Königs. Am 21. Mai hatte der Papst dem Druck seiner Legaten nachgegeben und dem aragonesischen Friedensplan doch noch seine Unterstützung entzogen und die Aussetzung des Kreuzzugs widerrufen.

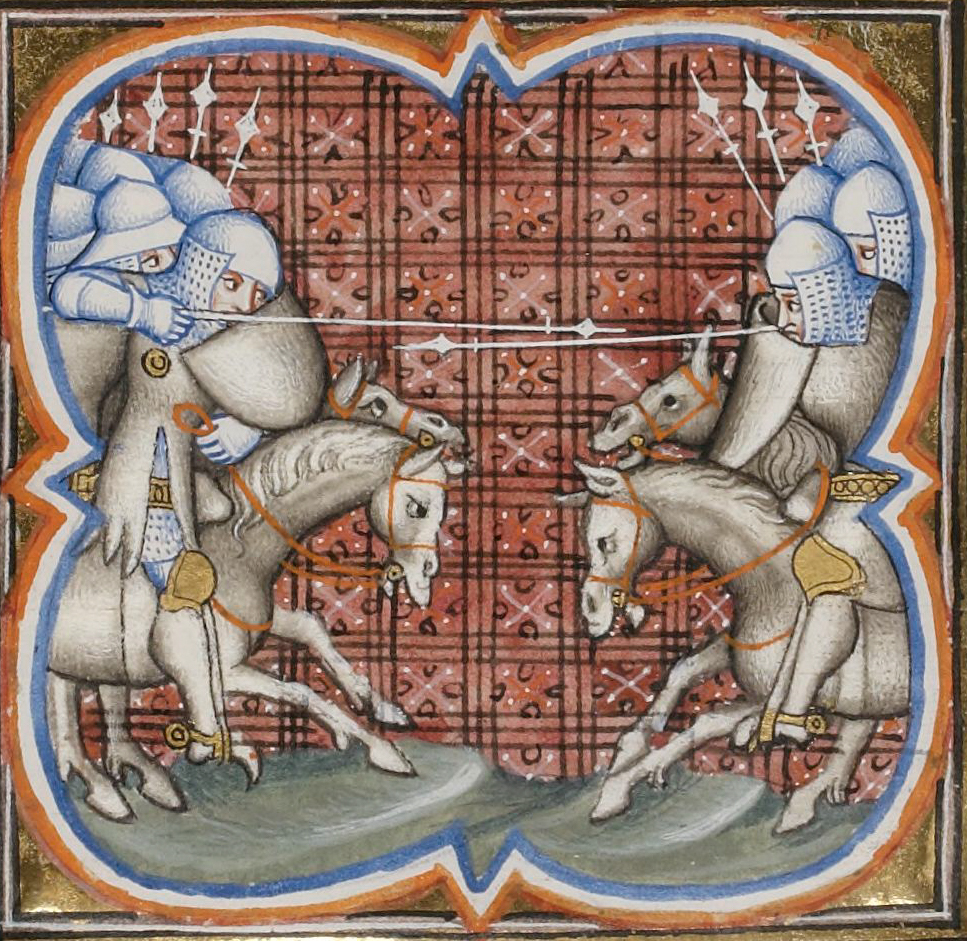
Die Schlacht bei Muret, dargestellt in den Grandes Chroniques de France, 14. Jahrhundert

Weder Montfort noch seine Gegner hatten dieses Schreiben erst abgewartet, um ihre Rüstungen zu beginnen. Er hatte in Muret sein Standquartier eingerichtet und von dort aus die Umgebung von Toulouse verheert. Im Juni 1213 war er nach Castelnaudary zurückgekehrt, wo er am Tag Johannes des Täufers (24. Juni) die feierliche Schwertleite seines ältesten, gerade dreizehn Jahre alt gewordenen, Sohnes Amaury zum „Ritter Christi“ in Form einer religiösen Weihe beging. Zurück nach Muret marschierte er nach Puicelsi, dessen Einnahme nach einer langwierigen Belagerung scheiterte. Darauf waren die Okzitanier in die Gegenoffensive übergegangen und hatten am 20. Juli Le Pujol (heute Sainte-Foy-d’Aigrefeuille) erobert. Für die Sache Montforts stand es zunehmend schlecht, als zu Monatsende mehrere Verstärkungskontingente nach Ableistung ihrer Mindestkampfzeit in die Heimat zurückmarschierten. Und nachdem die Nachricht von der baldigen Ankunft des aragonesischen Heerbanns umgegangen war, befreiten sich mehrere Städte von den unterbesetzten Kreuzritterbesatzungen. Montfort unternahm im August noch einmal eine diplomatische Offensive, um den Marsch König Peters II. aufzuhalten, indem er ihn an das päpstliche Schreiben vom 21. Mai erinnerte, wonach der König den Lehnseid des Grafen von Toulouse nicht anerkennen sollte. Schon am 16. August gab der König darauf die Antwort, dass er „immer den Befehlen des Pontifex Maximus Folge leiste.“ Wohl am 28. August überschritt der König mit allein 1000 Rittern die Pyrenäen und schlug am 8. September vor Muret sein Lager auf. Montfort war über die Bewegungen seines Gegners stets unterrichtet und nahm erst am 10. September von Fanjeaux aus seinen Marsch nach Muret auf. Er hatte nicht mehr als etwa 1000 Berittene aufbieten können, von denen nicht jeder ein Ritter war, und um eine halbwegs schlagkräftige Infanterietruppe aufstellen zu können, hatte er seine Besatzungen in den Städten ausdünnen müssen. Am selben Tag brach auch die Streitmacht der okzitanischen Alliierten von Toulouse nach Muret auf, neben ihrer gesamten Ritterschaft zog auch die tolosanische Stadtmiliz mit. Am 11. September zog Montfort in der Abtei Boulbonne ein und legte noch am selben Tag in Saverdun sein Testament nieder. Am Morgen des 12. September zog er über ein freies Tor in Muret ein. In seinem Gefolge hatten sich auch sieben Bischöfe und drei Äbte befunden, während der Kreuzzugslegat Arnaud Amaury wegen einer Erkrankung nicht anwesend war. Die Prälaten wurden statt ihm von Bischof Fulko von Toulouse angeführt, der sich ob der zahlenmäßigen Unterlegenheit der Kreuzritter ihres Sieges nicht mehr sicher war, deshalb ständigen Kontakt zum Lager der Okzitanier hielt und auf eine friedliche Einigung drängte. Als aber am Morgen des 12. September die tolosanische Miliz die Stadtmauern von Muret angriff untersagte Montfort jede weitere Unterhandlung und ließ sein Heer zum Kampf Aufstellung beziehen.
Die Kreuzritter waren dem Gegner nummerisch deutlich unterlegen, nicht mehr als 2.000 von ihnen standen etwa 20.000 Konföderierten entgegen. Die Bereitschaft Montforts, sich diesem Gegner dennoch zur Schlacht zu stellen, mutet schon fatalistisch, ja geradezu selbstmörderisch an. Ein Rückzug aber hätte seine Autorität als unumstrittener Feldherr, seinen mittlerweile gewachsenen Nimbus des Unbesiegbaren zerstört und alles bisher Gewonnene wäre angesichts des okzitanisch-katalanischen Heeres ernsthaft in Frage gestellt worden. So entschloss sich Montfort zur Annahme der Schlacht bei Muret, in der er seine Unterlegenheit durch seinen taktischen Genius wettmachen konnte, wobei ihm auch eine Portion Glück zum Sieg verhalf. Er ließ seine ersten beiden Schlachtreihen zum direkten Frontalangriff auf den Gegner anreiten, und sie geriet erwartungsgemäß bald in Schwierigkeiten. Doch sie bewahrten die von Montfort ausgegebene Disziplin und Geschlossenheit, während die okzitanisch-katalanischen Ritter diese im Vertrauen auf ihre Überlegenheit und in ihrem überbordenden Ritterethos durch die Annahme von Zweikämpfen aufgaben. Dennoch begann sich die Waagschale mehr zu deren Gunsten zu neigen, doch statt seinen Reihen zu Hilfe zu kommen, führte Montfort mit seiner dritten Reihe nach einem weiten Linksschwenk einen Flankenangriff auf die von Raimund VI. geführte, noch in ihrer Stellung verharrende Reserve der Okzitanier aus, die somit ihrer Hauptstreitmacht nicht mehr zu Hilfe kommen konnte. In dieser hatte sich König Peter II. in der vordersten Reihe seiner Ritter befunden und war dort schließlich im Zweikampf von Alain de Roucy getötet worden. Als sich sein Tod herumsprach, löste sich das okzitanisch-katalanische Heer in einer allgemeinen und ungeordneten Flucht auf. Montfort ließ seine Ritter darauf gegen die tolosanische Miliz anreiten, die während der Schlacht erneut Muret angegriffen hatte, und ließ sie in einem blutigen Gemetzel niedermachen.

### Gefährdeter Triumph
Der Tod König Peters II. hatte Montfort einen – offenbar unerwartet – vollkommenen Sieg beschert, denn die bedrohende Macht Aragóns war damit zerschlagen. Der neue König war nicht nur ein Kind, sondern befand sich außerdem noch immer in der Montfort’schen familia. Doch statt die allgemeine Konfusion auszunutzen und siegreich in Toulouse einzumarschieren, das der Graf zuvor verlassen hatte, nahm Montfort seine Isolierungspolitik gegen die Stadt wieder auf. Offenbar beabsichtigte er, sich erst dann ihrer zu bemächtigen, wenn ihn der Papst unter dem Eindruck des Sieges von Muret formell zum Grafen ernannt hätte. Nachdem er im Oktober 1213 die Grafschaft Foix verheert hatte, marschierte er in das Rhônetal, um dort den aufrührerischen Grafen von Valentinois zu unterwerfen und ein Verstärkungsheer zu empfangen. Dies ging nicht ohne Schwierigkeiten vonstatten; Narbonne und Montpellier verweigerten ihm den Einzug, den nur Nîmes nach einer Drohgebärde gewährte. Während er bis zum Frühjahr 1214 mit der Klärung der Verhältnisse an der unteren Rhône beschäftigt war, drohte noch einmal im Süden Gefahr von den Aragonesen, die den Tod ihres Königs rächen und den jungen Jakob I. befreien wollten. Auch der Papst zeigte sich verstimmt und drohte am 23. Januar 1214 Montfort gar mit der Exkommunikation, sollte er den jungen König nicht augenblicklich dem Gewahrsam des päpstlichen Legaten überstellen. Zunächst musste Montfort aber das Quercy wieder unter Kontrolle bringen, wo Raimund VI. eingezogen war und seinen abtrünnig gewordenen Bruder Balduin hingerichtet hatte. Unterdessen war im April 1214 in Narbonne ein neues katalanisches Heer unter dem Grafen Sanç eingezogen, der die Herausgabe seines Großneffen erzwingen wollte; auch die Meister der Hospitaliter und Templer hatten sich dem Grafen angeschlossen. Montfort zog über Carcassonne geradewegs vor die Stadt und belagerte sie. Bevor die Lage weiter eskalieren konnte, war der Legat Peter von Benevent vor Ort erschienen, dem Montfort schließlich den jungen König von Aragón übergab. Der Legat hatte auch im Auftrag des Papstes die Unterwerfung der Grafen von Foix und Comminges, wie auch der Stadt Toulouse und des Grafen Raimund VI. entgegengenommen, die bis auf weiteres dem Schutz des Heiligen Stuhls unterstehen sollten.

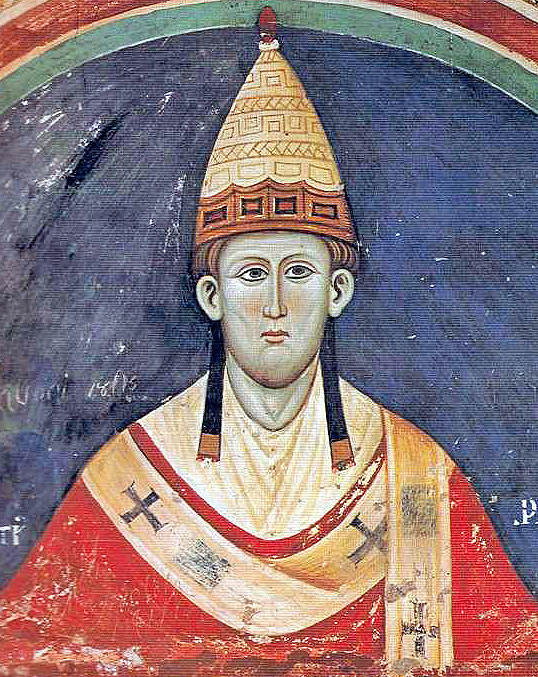
Der Initiator des Albigenserkreuzzugs, Papst Innozenz III. (Fresko im Kloster San Benedetto in Subiaco, Latium, um 1219)

Obwohl Montfort damit um seinen Sieg bei Muret betrogen worden war, dachte er nicht daran, aufzugeben. Am 5. Mai 1214 empfing er in Pézenas das größte Verstärkungsheer, das seit dem Beginn des Kreuzzugs aus Nordfrankreich eingetroffen war. Dies hatte er unter anderem dem neuen päpstlichen Legaten für Frankreich, Robert de Courçon, zu verdanken, mit dem er sich umgehend in Kontakt und in ein gemeinsames Einvernehmen setzte. Der Legat hatte ihm den Besitz aller bisherigen und auch zukünftigen Eroberungen zugesagt. Bereits am 3. Mai 1214 hatte Montfort sein Herrschaftsgebiet unerwartet erweitern können, als ihm der hoch verschuldete Bernard Aton VI. Trencavel seine Vizegrafschaften Agde und Nîmes übertrug. Anfang Juni wurde in Carcassonne die bereits im Dezember des Vorjahres vereinbarte Ehe Amaurys de Montfort mit der Tochter des Dauphins von Vienne vollzogen, geleitet von dem Predigerbruder Dominikus de Guzmán. Anschließend nahm Montfort seinen Kriegszug wieder auf, der bewährten Isolierungsstrategie folgend. Während sein Bruder Guy das Quercy unterwerfen sollte, marschierte Simon mit einer zweiten Heersäule in das Agenais, wo er mehrere abtrünnig gewordene Städte, darunter Marmande, schnell wieder unter seine Kontrolle brachte. Allein Casseneuil verteidigte sich hartnäckig mehrere Wochen lang; nach seiner Erstürmung am 18. August wurde es den Erdboden gleichgemacht und seine Bevölkerung massakriert. Im September übernahm Montfort nach der Aufforderung König Philipps II. August die Gerichtshoheit über die Abtei von Figeac, womit er seine politische Annäherung an den französischen König einleitete. Tatsächlich hatte zuvor Raimund VI. diese richterlichen Privilegien innegehabt. Danach zog er in das Rouergue, wo ihm am 7. November der Graf Heinrich I. von Rodez den Lehnseid entgegenbrachte.
Am 6. Dezember 1214 hatte Montfort seinen Eroberungszug beendet, mit dem er das gesamte Land des Grafen von Toulouse unter seine Kontrolle gebracht hatte. Nur die Stadt Toulouse selbst musste noch genommen werden, um die Eroberung des größten okzitanischen Fürstentums zu vollenden. Montfort konnte sich dabei auf sein – vom Papst nicht gewolltes – Einvernehmen mit Robert de Courçon verlassen, dessen Hintergründe unklar bleiben. Dieser hatte am 8. Januar 1215 den gesamten okzitanischen Klerus in Montpellier zu einem Konzil einberufen, das über die politische Ordnung des Languedoc entscheiden sollte. Zu Montforts Nachteil war Courçon nicht persönlich an diesem Konzil zugegen, stattdessen wurde es von Peter von Benevent geleitet. Auch Montfort selbst konnte nicht daran teilnehmen, da ihm die Bürger von Montpellier den Zutritt in ihre Stadt verwehrt hatten, so dass er in einem Haus der Templer einige Kilometer vor den Mauern Quartier nehmen und sich dort ständig über den Fortgang der Unterredungen informieren lassen musste. Aber der einheimische Klerus votierte in seinem Sinne einstimmig für eine Enteignung Raimunds VI., dessen Ländereien und Titel auf Simon de Montfort übertragen werden sollten. Gegen diesen Beschluss legte aber Peter von Benevent sein Veto ein, der sich auf eine eingegangene päpstliche Bulle berufen konnte. Dem nach Rom gereisten Raimund VI. war es tatsächlich gelungen, den Papst um eine Vertagung der okzitanischen Angelegenheiten auf das für November 1215 einberufene vierte Laterankonzil umzustimmen. Montfort ließ sich durch diese regelrechte Desavouierung nicht beirren und festigte in den folgenden Monaten seine faktische Herrschaft durch Übernahme und Ankauf mehrerer Rechtstitel, wie die Lehnsherrschaft über Beaucaire und die Terre d’Argence. Als Glücksfall erwies sich für ihn die Ankunft des französischen Kronprinzen Ludwig VIII. an der Spitze eines ansehnlichen Pilgerheeres, den er am 20. April in Vienne in Empfang nahm.
Mit dem Prinzen an seiner Seite konnte Montfort seine Autorität als De-facto-Landesherr weiter festigen, indem er unter anderem den Vizegrafen von Narbonne zur Huldigung zwingen konnte. Der Vizegraf war von Rechts wegen der Vasall des Herzogs von Narbonne – ein Rechtstitel, der ursprünglich von den Tolosanergrafen gehalten, aber im Jahr 1212 von dem Kreuzzugslegaten Arnaud Amaury usurpiert wurde, als dieser zum Erzbischof von Narbonne gewählt worden war. Damit aber war es zum Bruch der einstigen Weggefährten und Gesinnungstäter gekommen, den Montfort nun noch weiter vertiefe, als Prinz Ludwig VIII. als Bevollmächtigter der Kirche die Schleifung der Wehranlagen von Narbonne und Toulouse anordnete, und tatsächlich waren drei Wochen später die Mauern von Narbonne eingerissen. Die Tolosaner wiederum hatten sich der Autorität des Prinzen beugen und Guy de Montfort den Zutritt in ihre Stadt gewähren müssen. Er sollte dort die Abrissarbeiten ihrer starken Mauern überwachen, die von den Bürgern selbst durchgeführt werden mussten. In den ersten Julitagen 1215 konnte Simon de Montfort als Gefolgsmann des Prinzen schließlich in Toulouse einmarschieren und von der Stadt Besitz ergreifen, die Raimund VI. hatte fluchtartig verlassen müssen. Sein Quartier bezog er demonstrativ im Grafenpalast, dem Château Narbonnais, womit seine Übernahme der Grafschaft Toulouse de facto abgeschlossen war. Am 8. Juli ergriff er von Montauban Besitz, wo ihm Géraud V. für das Armagnac, Fézensac und Fézensaguet den Lehnseid ablegte. Kurz darauf verabschiedete er den Kronprinzen, dessen vierzigtägiger „Pilgerdienst“ beendet war, und dann auch seinen Bruder Guy und den okzitanischen Klerus, angeführt von Bischof Fulko von Toulouse, nach Rom, die ihn dort auf dem vierten Laterankonzil vertreten sollten. Obwohl sein Status de jure noch nicht besiegelt war, trat Montfort von nun an als der echte Landesherr des Languedoc auf, indem er überall im Land zu Gericht saß, Streitfälle löste, Gesetze erließ und Huldigungen entgegennahm. Seine Einsetzung in die Rechtstitel des vertriebenen Raimund VI. fasste er nur noch als Formsache auf, die in Rom zu erledigen war. Dort neigte Papst Innozenz III. zunächst aber eher der Sache Raimunds VI. zu, der unerwartet von Arnaud Amaury unterstützt wurde. Außerdem erhoben die dort anwesenden okzitanischen Fürsten regelrechte Anklagen gegen Montfort, den sie der verschiedensten Vergehen gegen weltliches wie kanonisches Recht und der ungerechtfertigten Verbreitung des Krieges und der damit verbundenen Gräuel beschuldigten. Der ihm ergebene okzitanische Klerus aber wusste seine Sache gegenüber dem wankelmütigen Papst mit Nachdruck zu vertreten. Am 30. November 1215 war im abschließenden Urteil des Konzils wurde die formelle Absetzung Raimunds VI. und die Einsetzung Simons de Montfort in alle Rechte eines Grafen von Toulouse erklärt. Nach sechs Jahren des Krieges hatte er schließlich sein Ziel erreicht.

### Graf von Toulouse
Dem Konzilbeschluss gemäß war Montfort alles Land der enteigneten Raimundiner zugesprochen worden, mit Ausnahme des Agenais, das dem jungen Raimund VII. als Erbe seiner Mutter übergeben werden sollte, wie auch der provenzalischen Mark, die ein Lehen des heiligen römischen Reichs war und die gegebenenfalls auch an Raimund VII. zurückerstattet werden sollte. Montfort dachte nicht daran, seine Besatzungstruppen aus diesen Gebieten abzuziehen, genauso wenig wie die Raimundiner das ihnen auferlegte Exil anzutreten beabsichtigten. Im Frühjahr 1216 gingen sie in Marseille an Land und läuteten damit den Rückeroberungskampf um ihr Fürstentum ein. Montfort hatte in dieser Zeit seinen Konflikt mit Arnaud Amaury auszutragen, der ebenfalls den Konzilbeschluss nicht anerkennen wollte, welcher explizit die Übertragung des Herzogtums Narbonne auf Simon de Montfort beinhaltet hatte. Montfort marschierte Anfang März nach Narbonne und erzwang seinen Einzug in die Stadt, nachdem er Arnaud Amaury, der sich demonstrativ vor dem Stadttor aufgestellt hatte, rüde beiseite gestoßen hatte. Daraufhin sprach der Erzbischof die Exkommunikation über Montfort aus, die solange aufrechterhalten werden sollte, wie er sich in der Stadt aufhalte. Des Konflikts bald überdrüssig geworden, zog Montfort wenige Tage darauf nach Toulouse ab, im Wissen, dass das Urteil vom vierten Laterankonzil für ihn sprach. Auch hatten ihm die Stadtoberen von Narbonne die Treue geschworen. In Toulouse wiederum leisteten ihm und seinem Sohn am 8. März 1216 das Konsulat und die Notablen den Treueeid, worauf er allen Einwohnern und der Kirche eine Schutzgarantie auf Leib und Gut ausstellte. Zu diesem Anlass titulierte er sich erstmals urkundlich als „Graf von Toulouse“. Daraufhin begab sich Montfort erstmals seit Beginn des Kreuzzugs wieder nach Nordfrankreich, um seine Bestätigung nach weltlichem Lehnsrecht durch König Philipp II. August einzuholen. Im April 1216 trug er diesem in Melun seine Eroberungen an, das Herzogtum Narbonne, die Grafschaft Toulouse und die Vizegrafschaften Béziers und Carcassonne, um sie sogleich als Lehen des französischen Königs wieder entgegenzunehmen. Für Frankreich sanktionierte dieser Akt eine echte Eroberung, ohne dass sein König dafür je etwas hätte tun müssen, waren doch Carcassonne und Béziers zuvor noch Lehen der Krone Aragons gewesen. Montfort konnte sich seinerseits nun nach allen geltenden Gesetzen der mittelalterlichen Feudalordnung als rechtmäßiger Besitzer seiner Eroberungen betrachten.
Als Montfort am 5. Juni 1216 in Nîmes eintraf, erfuhr er von der Einnahme Beaucaires durch den jungen Raimund VII., was eine allgemeine Erhebung der provenzalischen Mark gegen die Kreuzritterbesatzungen zur Folge hatte. Sofort zog er selbst vor die Stadt, um sie seinerseits zu belagern, doch nach zwei Monaten härtester Kämpfe zwang ihn die schlechte Versorgungslage seines Heers, die Belagerung am 15. August aufzugeben. Unruhen im Süden erforderten außerdem seine Anwesenheit im Toulousain. Im September 1216 erhoben sich die Tolosaner gegen die Franzosen, und Montfort musste sich nach zähem Straßenkampf in das Château Narbonnais zurückziehen. Nachdem er den Vermittlungsversuch Bischof Fulkos zur Festnahme einiger Konsuln ausgenutzt hatte, ordnete er eine allgemeine Razzia an, in der die Stadt von seinen Männern geplündert und noch vorhandene Mauerwerke zerstört wurden. Überhaupt schaffte Montfort das altehrwürdige tolosanische Konsulat nun ab, um eine direkte Herrschaft mittels eines von ihm ernannten Statthalters zu errichten. Danach ging er daran, seine Stellung als Landesherr zu festigen, indem er mittels des gascognischen Klerus die Ehe der Gräfin Pétronille von Bigorre mit deren Vetter Nuno Sanchez von Roussillon annullieren ließ, um sie am 6. November in Tarbes mit seinem jüngeren Sohn Guy de Montfort neu zu verheiraten. Nuno Sanches besetzte sofort die Burg von Lourdes, die Montfort zwar umgehend belagerte, sie aber schnell wieder aufgab, um im Couserans und Comminges als Herrscher aufzutreten, obwohl diese Territorien ihm niemals zugesprochen waren. Im Januar 1217 zog er gegen den Grafen von Foix, der von Rom rekonziliert worden war, und belagerte dessen Sohn in Montgrenier, das er am 25. März nach Gewährung freien Abzugs seiner Verteidiger in Besitz nehmen konnte.
Im April 1217 war Montforts Macht im Süden weitgehend gefestigt, auch wenn immer neue Brandherde der Erhebung aufflackerten, die von Raimund VI. von Katalonien aus geschürt wurden. Der Konflikt um Narbonne war unerwartet von neuem aktuell geworden, als am 7. März der neue Papst Honorius III. die Herzogswürde dem Erzbischof Arnaud Amaury zuerkannte. Doch letztlich konnte Montfort seine Herrschaft über Narbonne aufrechterhalten, gestützt auf das Urteil des vierten Laterankonzils, die Anerkennung durch König Philipp II. und die Gefolgschaftstreue des Vizegrafen und der Konsuln. Abgesehen von dieser Episode bemühte er sich um ein gutes Verhältnis zu Honorius III., der in zwei Bullen vom 22. Dezember 1216 und 21. Januar 1217 die Regularien der in Toulouse begründeten Bruderschaft des Dominikus de Guzmán bestätigte und diese schließlich als neuen katholischen Predigerorden anerkannte. Die Montfort-Familie hatte die gesamte Zeit des Kreuzzugs die Predigertätigkeit des katalanischen Mönchs und seiner konvertierten Anhänger durch diverse Schenkungen gefördert, was zugleich ihr nachhaltigster Beitrag zur Ketzerbekämpfung darstellte, zu dessen Zweck ursprünglich der Kreuzzug ins Leben gerufen wurde. Nachdem sich viele Jahre nach Montforts Tod das Mittel des Kriegs zur Vernichtung der Häresie als untauglich erwiesen hatte, sollte die vom Dominikanerorden maßgeblich aufgebaute Inquisitionsgerichtsbarkeit den durchschlagenden Erfolg erbringen und das Katharertum aus dem Languedoc endgültig beseitigen.
Im Mai 1217 zog Montfort mit seinem Heer von Toulouse zur Unterwerfung der provenzalischen Mark aus, die inzwischen fast vollständig von den Raimundinern kontrolliert wurde; er sollte die Stadt nie wieder betreten. Nach einem kurzen Zug durch das Termenès mit der Unterwerfung von Montgaillard und Peyrepertuse erreichte er Bernis, das er dem Erdboden gleichmachte und dessen Herrn er hängen ließ. Dieses Exempel erzielte schnell Wirkung: nahezu alle Burgen und Städte des rechten Rhôneufers mit Ausnahme von Beaucaire und Saint-Gilles unterwarfen sich freiwillig. Am 14. Juli zog Montfort in Pont-Saint-Esprit ein, wo sich ihm der Grundherr der strategisch bedeutenden Stadt Alès, Raymond Pelet, unterwarf. Hier empfing er auch den von Honorius III. neu ernannten Kardinallegaten Bertrand, der ihm den unmissverständlichen Befehl des Papstes überbrachte, auf eine friedliche Lösung hinzuwirken und den mächtigen Grafen von Valentinois in den Schoß der Kirche zurückzuholen. Sogleich wandte sich Montfort gegen diesen, ging in Viviers über die Rhône, nahm Montélimar und belagerte Crest. Nachdem er gleichzeitig das Umland verwüstet hatte, bekundete der Graf seine Verhandlungsbereitschaft. Noch während die Unterredungen erreichte Montfort am 15. September ein Brief seiner Frau aus Toulouse. Um den Verhandlungsdruck auf den Grafen von Valentinois aufrechtzuerhalten, hatte Montfort den Adressaten der Botschaft verheimlicht, bis der Graf ihm die Unterwerfung erklärte und drei Burgen als Sicherheit aushändigte. Tatsächlich beinhaltete der Brief nichts anderes als die Nachricht von der Rückkehr Raimunds VI. aus Aragón an der Spitze eines okzitanischen Heers und dessen kampflosen Einzug in Toulouse am 13. September 1217. Die Herrschaft Montforts über die Hauptstadt des Languedoc fand damit an diesem Tag ihr Ende, in einer Volkserhebung wurden die französischen Besatzungstruppen massakriert, nur einige konnten sich noch in das Château Narbonnais retten.

### Tod

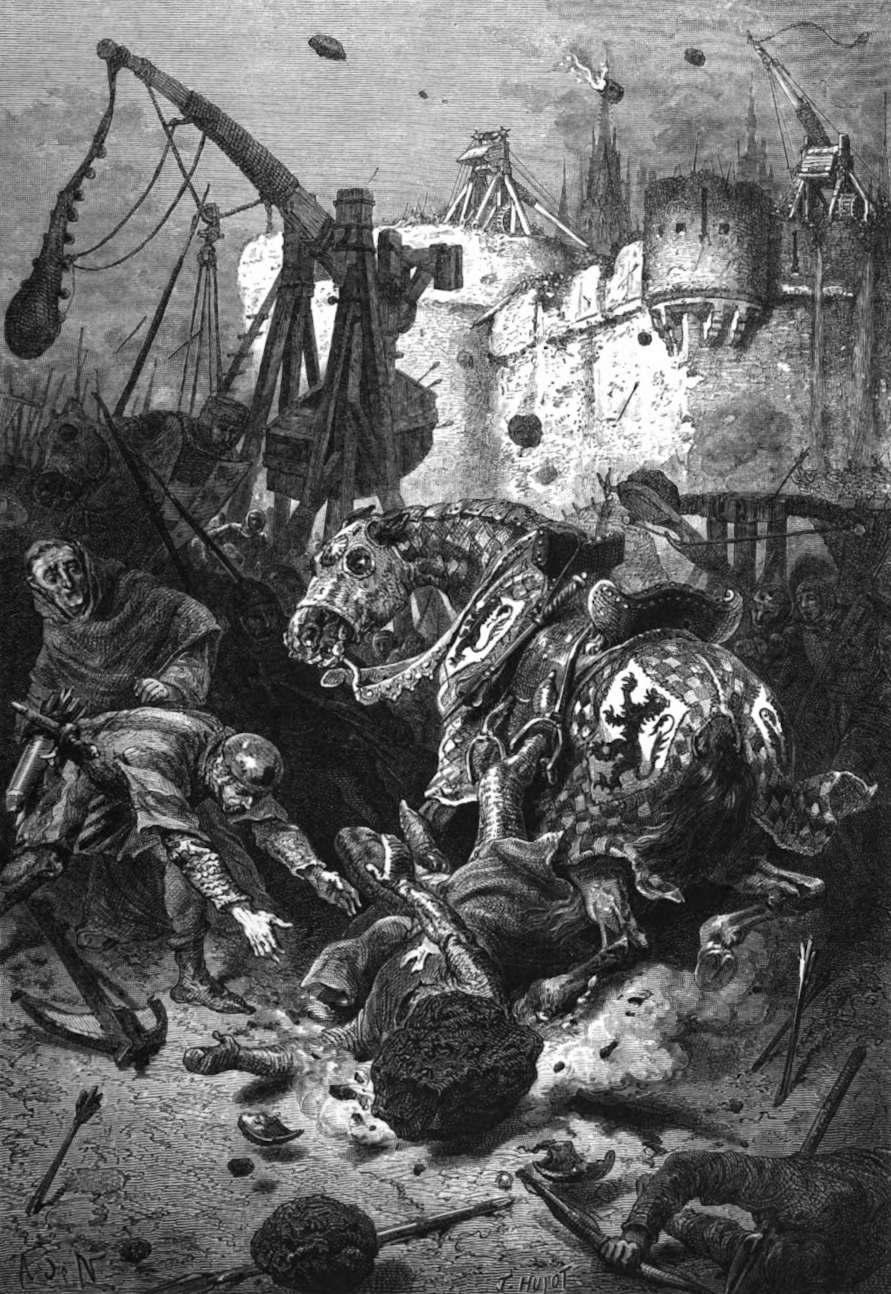
Tod des Simon de Montfort bei der Belagerung von Toulouse 1218, historisierende Darstellung von Alphonse Marie Adolphe de Neuville, 19. Jahrhundert

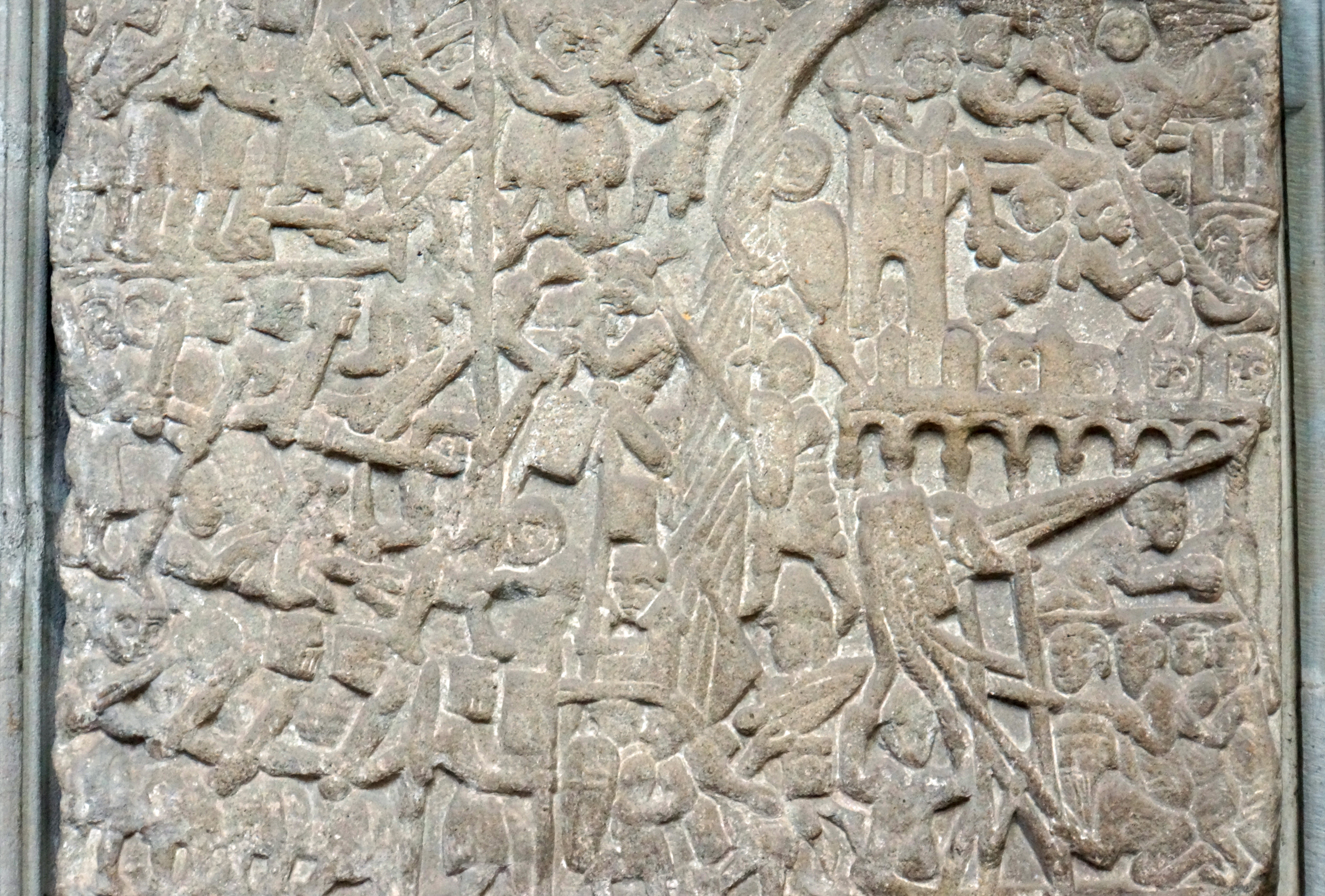
Belagerung einer Stadt («Pierre du Siège») in Carcassonne. Dass hier der Tod Simons dargestellt sei, lässt sich nicht belegen.

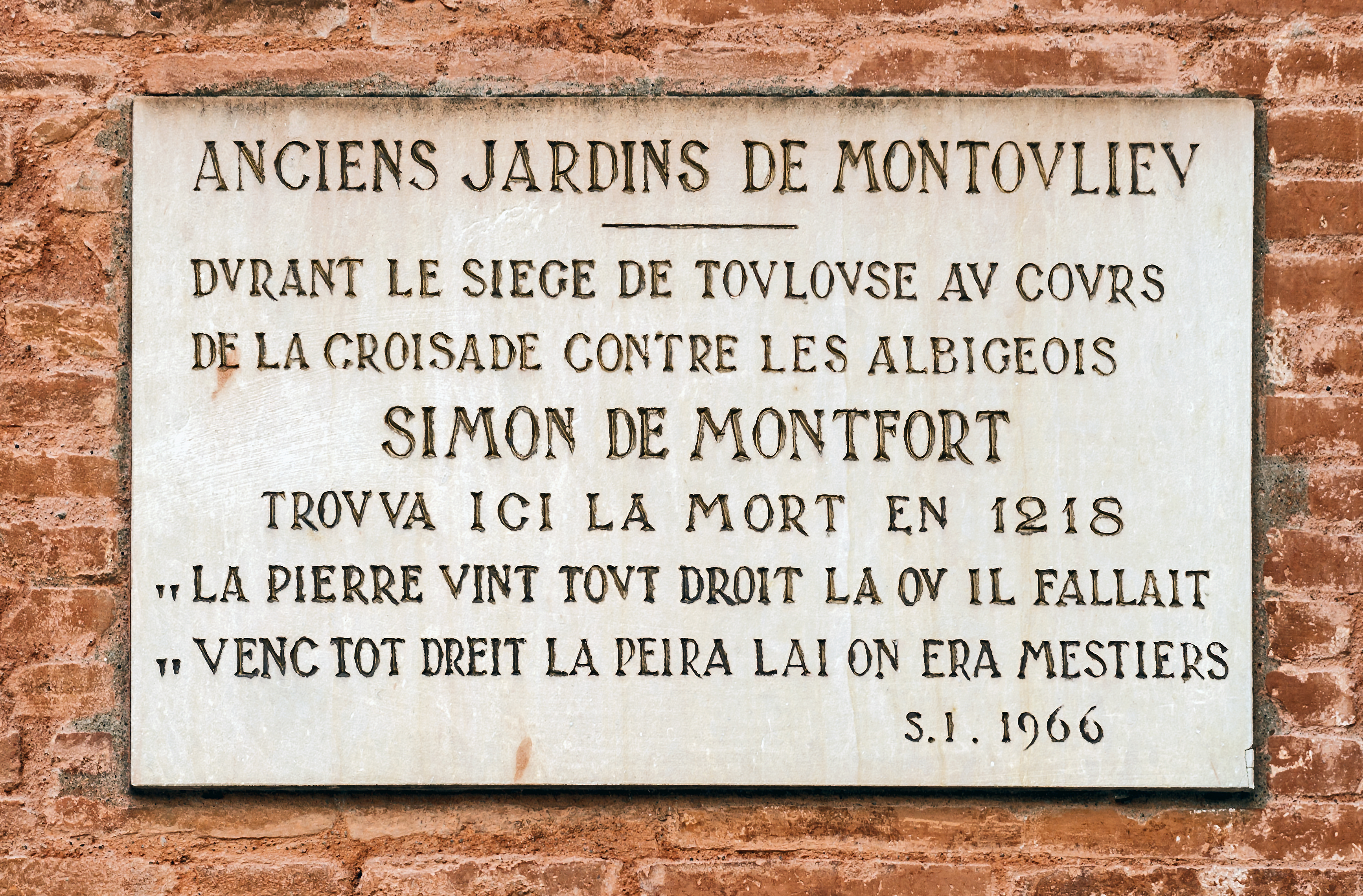
Gedenktafel für den Tod von Simon de Montfort

Montfort zog zunächst nach Baziège, um dort alle verfügbaren Ritter und Söldner zusammenzurufen, mit ihnen marschierte er im Oktober 1217 vor Toulouse auf. Wie schon vier Jahre zuvor bei Muret war er erneut bereit, alles auf eine Karte zu setzen, denn sein Heer war bei weitem nicht groß genug, um die Stadt vollständig einschließen zu können. Saisonbedingt war es einmal mehr personell ausgedünnt, weshalb Alix de Montfort gleich nach der Rückkehr Raimunds VI. nach Nordfrankreich aufgebrochen war, um dort ein Verstärkungsheer zu rekrutieren. Einstweilen aber musste Montfort mit seinen verfügbaren Truppen auskommen. Die Stadtmauern waren von der Bevölkerung in nur wenigen Wochen eilends wiedererrichtet worden, und dahinter stand das größte okzitanische Heer, das in diesem Kreuzzug je aufgestellt wurde, zur Verteidigung bereit. Sofort nach seiner Ankunft nahm Montfort den Vorort Saint-Michel ein, wodurch er wieder in das Château Narbonnais einziehen konnte. Um den Zugang zur Cité auch vom Osten her zu unterbinden, wollte er dann die beiden über die Garonne führenden Stadtbrücken abriegeln und deshalb den Vorort Saint-Cyprien unter seine Kontrolle bringen. Dies scheiterte aber an einem Ausfall des Grafen von Foix, vor dem Montfort zurückweichen musste. Notgedrungen musste er sich auf eine Belagerung einrichten, die aufgrund des chronischen Personalmangels, Versorgungsengpässen und der winterlichen Witterung bis in das nächste Frühjahr ereignislos verlief.
Erst ab dem 15. April 1218 begannen die offenen Kämpfe, wobei sich die Verteidiger nicht nur auf eine passive Verteidigung beschränkten, sondern auch Ausfälle starteten, die zu Zusammenstößen auf offenem Feld führten. Anfang Mai war Alix mit beträchtlichen Verstärkungstruppen zurückgekommen, mit denen Montfort sogleich Saint-Cyprien einnehmen konnte, was sich allerdings als ein Pyrrhussieg erwies, da ein plötzlich einsetzendes Hochwasser die Garonnebrücken wegschwemmte und dieser Zugang zur Stadt damit obsolet geworden war. Darauf musste er seine gesamte Belagerungskunst an der Stadtmauer anwenden und mit technischer Raffinesse Maschinen bauen, die in der Lage waren, sie zu durchbrechen. Am 7. Juni konnte der junge Raimund VII. mit einer starken provenzalischen Truppe sehr zur Entmutigung der Belagerer in Toulouse einziehen. Nachdem einige nordfranzösische Barone – die im Glauben, gegen Ketzer zu kämpfen, in das Languedoc gezogen waren – ihren Unwillen kundgetan hatten, eine christliche Stadt belagern zu müssen, um sie deren rechtmäßigen Herrn wegzunehmen, hatte sich Montfort noch einem Monat Zeit gegeben, um sie erobern zu können. Andernfalls würde er die Belagerung abbrechen. Am Morgen des 24. Juni hatte er den Befehl zum Sturmangriff mit allen Männern und Maschinen gegeben, doch bis in die Nacht hinein kämpfend konnten die Franzosen keine Entscheidung erzwingen. Am Morgen des folgenden Tages, den 25. Juni, reagierten die Verteidiger mit all ihren Kräften mit einem Ausfall auf das Lager der Kreuzritter. An der Spitze seiner Männer stehend warf sich Montfort in einen Kampf, der wie schon bei Muret ob seiner zahlenmäßigen Unterlegenheit einem selbstmörderischen Unterfangen gleichkam. Laut der Überlieferung des Pierres des Vaux-de-Cernay soll sich Montfort dieser Tatsache wohl bewusst gewesen sein, als er sich mit seinen letzten Worten an seine Gefährten wandte: „Gehen wir nun hinaus und sterben für den, der für uns gestorben ist.“ Aber in der hart geführten Schlacht behielten die Kreuzritter die Oberhand und drängten die Okzitanier an die Stadtmauer beim Tor von Montoulieu zurück, wo Guy de Montfort mit einem Pfeil vom Pferd geschossen wurde. Simon kämpfte sich zu seinem Bruder durch, um ihn aus dem Schussfeld der auf der Mauer positionierten gegnerischen Bogenschützen zu bergen, da traf ihn eine Blidenkugel am Helm. Der Canso de la Crosada nach wurde das Katapult, von dem das Geschoss abgefeuert wurde, von tolosanischen Frauen und Mädchen bedient und ihr Stein soll an der Stelle niedergegangen sein, an dem er auch niedergehen sollte. Der Schädel Simons de Montfort wurde zerschmettert; er war sofort tot.
Am Tag darauf erwiesen die französischen Kreuzritter und Barone Amaury de Montfort ihre Huldigung als ihrem neuen Anführer und Erben aller Titel und Domänen seines Vaters. Er beabsichtigte die Belagerung fortzusetzen, doch die vom Tod ihres langjährigen Anführers entmutigten Ritter hatten nichts mehr gegen die Verteidiger aufzubieten. Der anwesende Kardinallegat Bertrand entschied schließlich am 25. Juli die Aufhebung der Belagerung und den Rückzug nach Carcassonne. In einem Ledersack wurde Simons Leichnam dorthin mitgeführt und in der Kathedrale Saint-Nazaire bestattet. Nachdem sein Sohn am 14. Januar 1224 vor dieser Stadt die Kapitulation des 1208 ausgerufenen Kreuzzugs unterzeichnen und alle montfortschen Eroberungen im Languedoc hatte aufgeben müssen, ließ er den Leichnam seines Vaters in die Abtei von Hautes-Bruyères überführen, dem traditionellen Begräbnisort des Hauses Montfort.

## Urteil
Als militärischer Führer des Albigenserkreuzzugs und dessen Hauptnutznießer war und ist Simon de Montfort in der wissenschaftlichen Betrachtung eine der umstrittensten Personen der mittelalterlichen Geschichte Westeuropas. Problematisch sind dabei sowohl die Schilderungen der Quellen als auch der Sekundärliteratur, die immer wieder zu tendenziösen Stilisierungen seiner Person neigen, entweder als Held oder als Schurke. In die katholische Historiographie, angefangen bei seinem „Hauschronisten“ Pierre des Vaux-de-Cernay, ist er als Märtyrer eingegangen, der sich als mustergültiger Kreuzritter (miles Christi), angefüllt mit allen Tugenden des christlichen Rittertums und voller Demut und Weisheit, in den Dienst Gottes zum Kampf gegen die Feinde des Glaubens gestellt habe. Bei den Menschen, die ihn kannten, war er für seine einfachen Umgangsformen wie auch für seine strenge Frömmigkeit bekannt; zu jeder Tag- und Nachtzeit beachtete er die Betvorschriften, wie er für seine Rechtschaffenheit anerkannt war, die er am deutlichsten 1203 vor Zara demonstrierte. Bewundert wurde er für seine geradlinige und familiäre Lebensführung, die häufig als Gegenbeispiel zu der des Grafen von Toulouse herangezogen wurde.
Zweifellos war Montforts Frömmigkeit dem Ethos seines gesellschaftlichen Standes nach von militanter Natur; er war nicht der einzige Ritter, der sich gleich zweimal in seinem Leben zur Kreuznahme berufen fühlte. Seine Gegner erkannten in dieser Frömmigkeit freilich auch eine Maske seines Ehrgeizes, ein fremdes Fürstentum zu erobern, und sicher ist Frömmigkeit allein kein ausreichendes Motiv, um seinen mit aller körperlichen und seelischen Widerstandskraft geführten, langjährigen und risikoreichen Kampf zu erklären. Das gesamte letzte Jahrzehnt seines hohen Alters hat er im Sattel verbracht. Dabei hat er sich gänzlich mit seiner Mission identifiziert und durch Vorbild seine Gefolgsmänner zur Aufnahme gefahrvollster Mühen gegen eine zahlenmäßige Übermacht bewegen können. 33 von 39 Belagerungen hat er erfolgreich beenden können und nicht weniger als 48 feste Plätze (castra) haben sich ihm kampflos ergeben. Seine Fähigkeiten zur Motivation und sein militärisches Genie ließen ihn zu einem der besten Feldherren seiner Zeit werden, wenngleich er dabei oft von der Inkompetenz seiner Gegner begünstigt wurde. Aber angeblich soll sogar Raimund VII. von Toulouse die Führungsfähigkeit und Glaubensstärke seines langjährigen Feindes bewundernd anerkannt haben. Die Mehrheit seiner Gegner aber sah in seinem Mut nur eine Ausrede für Grausamkeit, und seine Rechtschaffenheit war für sie ein Alibi für seinen Fanatismus. Tatsächlich war er bei der Wahl der für die mittelalterliche Kriegführung typischen Mittel nicht wählerisch, vor allem war ihm neben dem Schwert auch der Terror als Waffe bekannt. In der Überzeugung, das Recht auf seiner Seite zu wissen, konnte er bedenkenlos zu Gräueltaten fähig sein, die allerdings auch von seinen Gegnern, wenn auch in geringerem Umfang, begangen wurden. Überzeugungstätern auf der katholischen Seite erfüllte dies mit Freude, bei okzitanischen Dichtern und Chronisten aber rief es Entsetzen, Bitterkeit und Trauer hervor. Für sie war er ein Ungeheuer, für den seine Tugenden keine Rolle spielten, wenn es um Mord, Totschlag, Brandschatzung, Plünderung oder Enteignung fremden Gutes ging. Er hat sie um den Sieg von paratges (okzitanisch für Ansehen, Ehre) gebracht und die auf ihr aufbauende gesellschaftliche Ordnung ihrer Heimat zerstört, so dass selbst der katholische Okzitanier Guillaume de Puylaurens später die durch Montfort zu verantwortende Verbreitung der Schrecken des Krieges „vom Mittelmeer bis zur britischen See“ beklagen konnte.

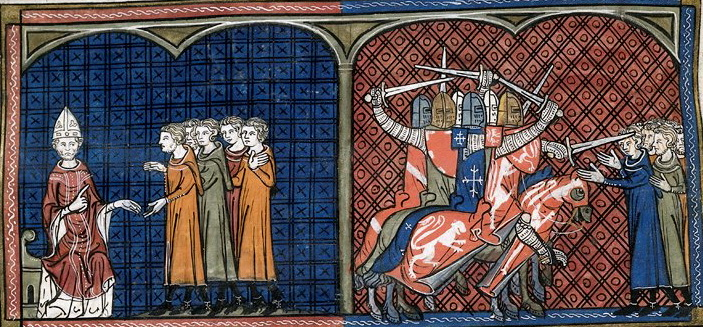
Papst Innozenz III. verdammt die Albigenser (links), Massaker der Kreuzritter unter Simon de Montfort an den Albigensern (rechts). Miniatur aus der Chronique de Saint-Denis, 14. Jahrhundert (London, British Library)

Das Wirken Montforts kann nicht ohne Hinweis auf die politische Rückendeckung erklärt werden, der er sich die ganze Zeit über sicher sein konnte. Genauso wie das Desinteresse König Philipps II. von Frankreich, das ihm zur militärischen und politischen Handlungsfreiheit verhalf, konnte er sich auf das Einvernehmen mit den päpstlichen Legaten verlassen, allen voran Arnaud Amaury und Robert de Courçon, die ihren ganzen Einfluss auf den wankelmütigen Papst Innozenz III. aufwandten, um den Kreuzzug am Laufen zu halten. Die Motivation dieser Personen dazu, die dabei sogar oft direkt in Widerspruch zur päpstlichen Dogmatik auftraten, geht aus den überlieferten Quellen nur unzureichend hervor. Wahrscheinlich waren sie als Entscheidungsträger vor Ort zu der Auffassung gelangt, dass nur ein der katholischen Sache gewogener weltlicher Fürst in Okzitanien einen Erfolg in der Bekämpfung der Häresie garantieren könne, wofür folglich der als Katharerfreund gebrandmarkte Raimund VI. beseitigt werden musste. Was die Bekämpfung der Häresie anbelangt, den eigentlichen Sinn des Kreuzzugs, so stellt sich das Handeln Montforts dabei widersprüchlich dar. Sicherlich war er von ihrer Notwendigkeit überzeugt, und mit den Massenverbrennungen von Minerve 1210 und Lavaur und Les Cassès 1211 hatte er seinen Willen dazu auch deutlich demonstriert. Allerdings blieben diese drei spektakulären Exempel auch die einzigen in seiner Ägide zu verzeichnenden Exekutionen an den Katharern. Ansonsten beschränkte sich sein Glaubenskampf auf die materielle Enteignung überführter Häretiker und deren Unterstützer sowie die Förderung der predigenden Mission, namentlich der Bruderschaft des Dominikus de Guzmán, die noch zu seinen Lebzeiten die Anerkennung als katholischer Orden erhalten hatte. Nach Montforts Tod sollte sich herausstellen, dass sich das Mittel des Krieges zur Bekämpfung einer Glaubenshaltung als wirkungslos erwies. Der Kreuzzug hatte der katharischen Kirche weder in ihrer institutionellen Struktur noch in ihrer sozialen Fundierung ernsthaft gefährlich werden können. Aber es mussten noch zehn weitere Kriegsjahre folgen, bevor die Verantwortlichen zu dieser Erkenntnis gelangten.
Unabhängig von den eigentlichen Zielen des Kreuzzugs war Montforts Wirken von herausragendem Einfluss auf die weitere Geschichte Frankreichs, seines okzitanischen Südens und für Aragón. Sein Sieg bei Muret wurde zu einem Schicksalsmoment der französischen Geschichte, der die generationenlang gewachsene Macht Aragóns im heutigen Languedoc schlagartig in den Süden der Pyrenäen zurückdrängte. Das vormals mächtige, nahezu unabhängige Fürstentum von Toulouse wurde von seinem Krieg so nachhaltig geschwächt, dass es dem 1226 durchgeführten Kreuzzug König Ludwigs VIII. nichts mehr entgegensetzen konnte, womit Montfort zu einem Wegbereiter der französischen Königsmacht wurde, die schließlich als Hauptnutznießer des Albigenserkreuzzugs nach dessen Ende 1229 das entstandene Machtvakuum auszufüllen wusste. Basierend auf Montforts administrativer und gesetzgeberischer Vorarbeit (Statuten von Pamiers) konnte die französische Krone über das Land binnen kürzester Zeit ein stabiles Regime errichten. Überhaupt ist in diesem Zusammenhang zu erwähnen, dass sich Montforts Regierungsstil an dem zu seiner Zeit richtungsweisenden nordfranzösischen Vorbild König Philipps II. August orientierte. Nur wenige Lehen hat er aus seinen Eroberungen vergeben, in der Regel nur an langjährige verdienstvolle Vertraute. Ansonsten aber gedachte er, das Land mittels eines zentralisiert ausgerichteten Statthaltersystems ganz im Stil eines absoluten Landesherrn zu regieren. Die französische Krone hat dieses System 1229 lediglich in ihre Administration einzufügen brauchen, um ihre Autorität im Languedoc zu errichten. Für Aragón hat Montforts Siegeszug das Ende seines Strebens zur Errichtung eines Midi-Königreichs oder auch Pyrenäenreichs (imperi pirinenc) von Katalonien bis in die Provence bedeutet. Stattdessen verlagerte das Königreich schon unter seinem „Ziehsohn“ Jakob I. dem Eroberer seine Expansion auf das Mittelmeer und wurde dessen vorherrschende Macht im Mittelalter.
Der aus dem Albigenserkreuzzug für die Montfort-Familie zu verbuchende direkte Gewinn fiel sehr bescheiden aus. Der Friede von Paris 1229 hat lediglich die vergleichsweise kleine Seigneurie Castres für die Erben Guys de Montfort bestätigt, der diese schon aus den Händen seines Bruders erhalten hatte. Ansonsten hat die Aufgabe der während des Kriegs von Simon angehäuften Rechtstitel durch Amaury de Montfort an die französische Krone diese zu seinem unmittelbaren Erben werden lassen, indem die Trencavel-Ländereien 1229 direkt mit der Krondomäne vereint werden konnten. Die Grafschaft Toulouse aber wurde, wenn auch stark verkleinert, bei ihrem ursprünglichen Besitzer belassen, womit dem jahrelangen Kampf Simons um dieses Fürstentum eine späte Niederlage beschieden wurde. Neben seinem eigenen Tod hat der Albigenserkreuzzug einen hohen Blutzoll von seiner Familie verlangt; 1220 wurde sein Sohn Guy beim Kampf um Castelnaudary getötet, und 1228 fiel sein Bruder Guy, für den er sich vor Toulouse noch aufgeopfert hatte. Die Montforts versanken nach dem Albigenserkreuzzug wieder in den Stand des eher nachgeordneten französischen Feudaladels. Allein der dritte gleichnamige Sohn des Kreuzzugsführers gelangte in England zu höchstem historischen Ansehen und verewigte dort den Namen Montfort in der Gründungsgeschichte des britischen Parlamentarismus.